# Vodafone Sultanlar Ligi (2024/2025)

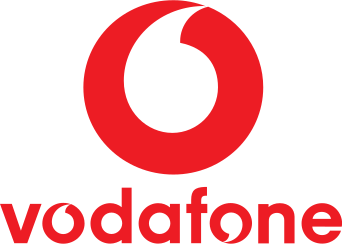
Vodafone - sponsor tureckiej ligi kobiet

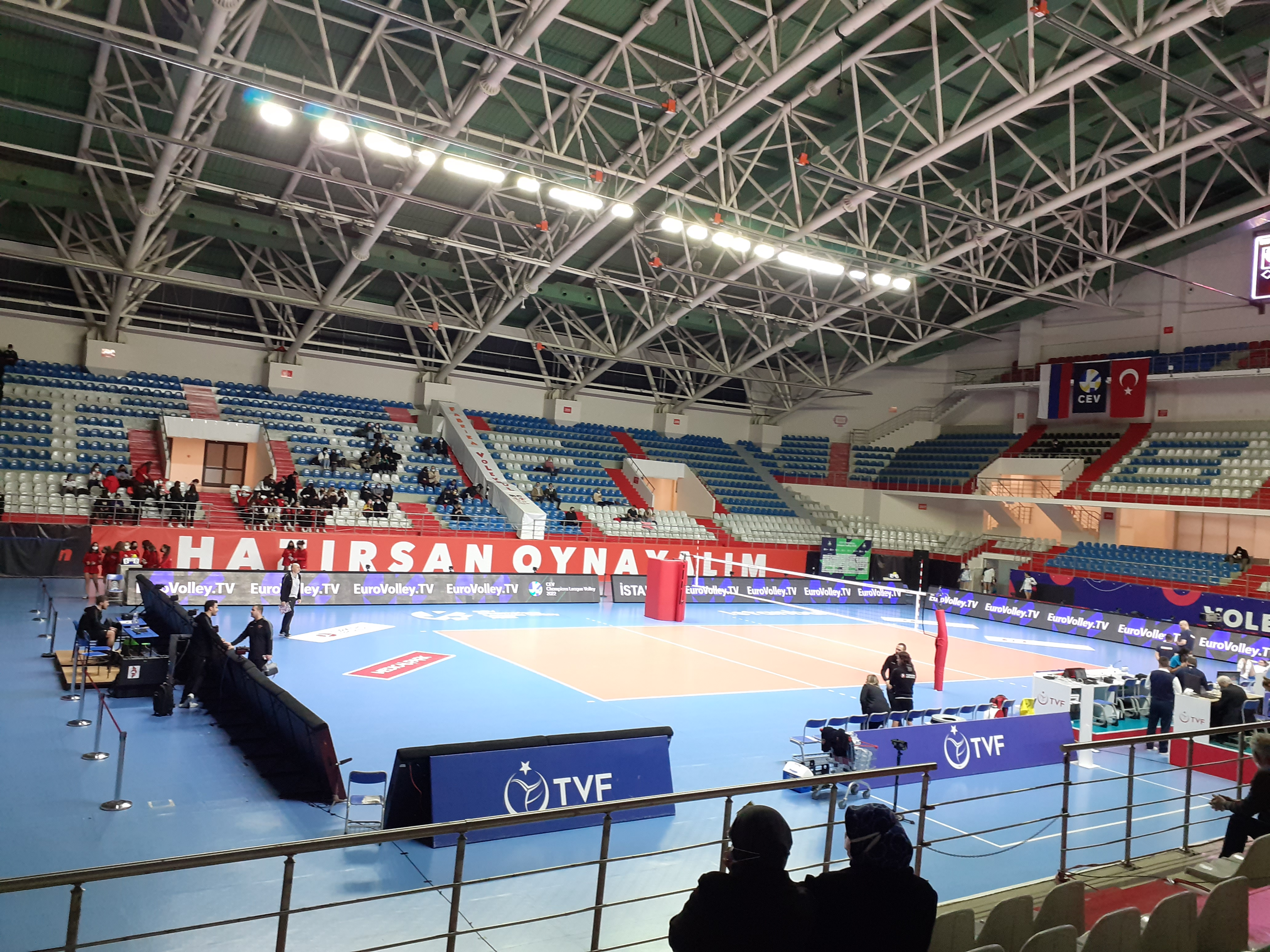
TVF Burhan Felek Vestel Voleybol Salonu od wewnątrz

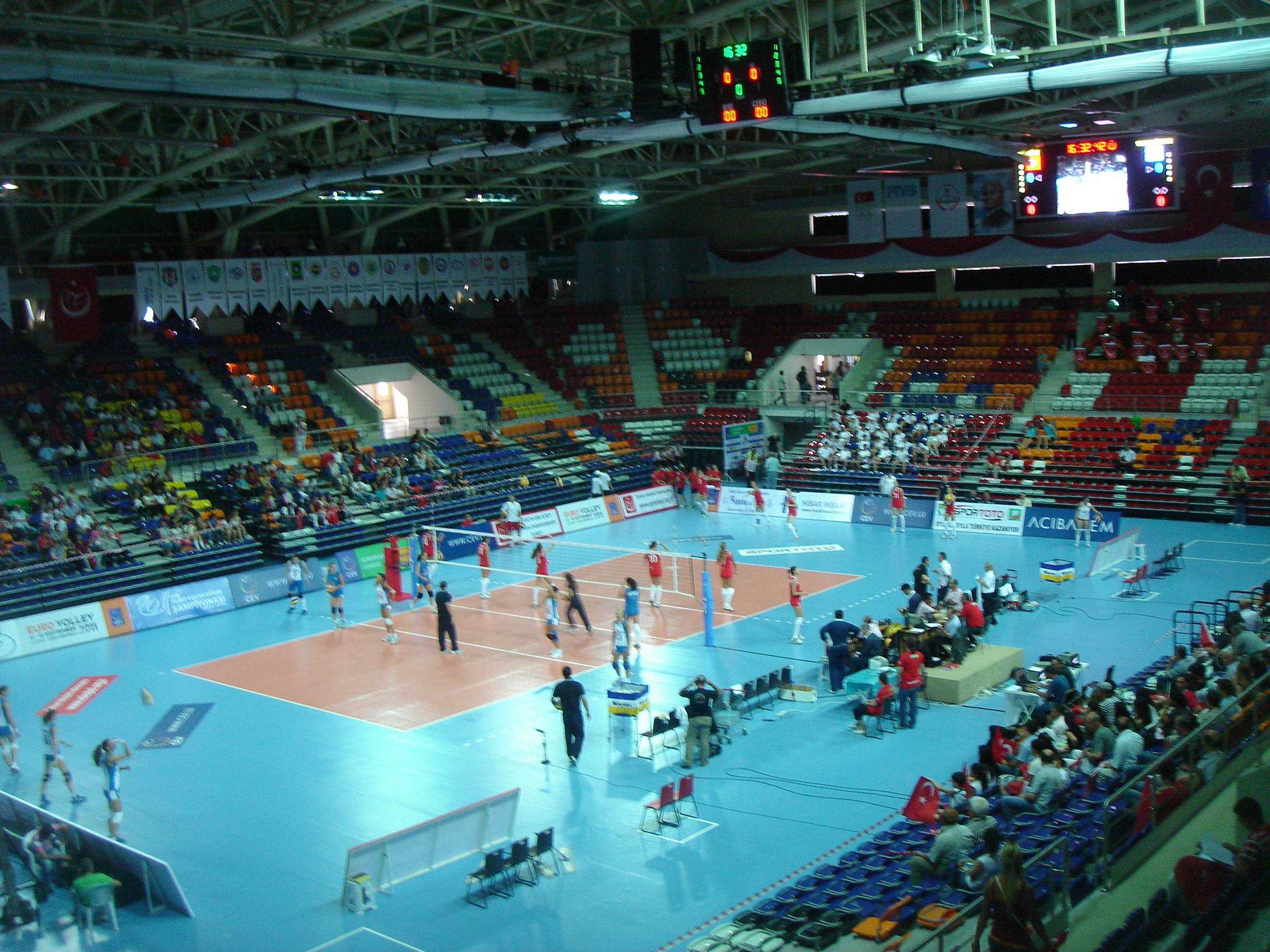
TVF Ziraat Bankkart Voleybol Salonu od wewnątrz

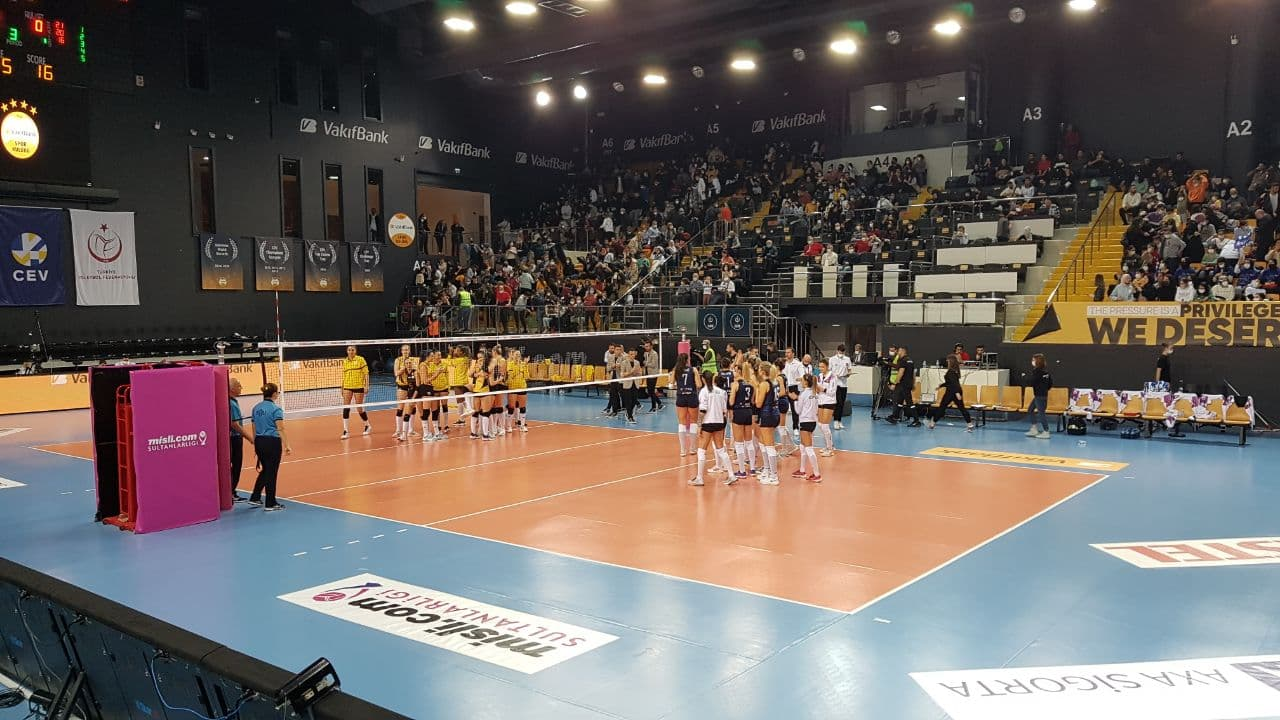
VakıfBank Spor Sarayı od wewnątrz

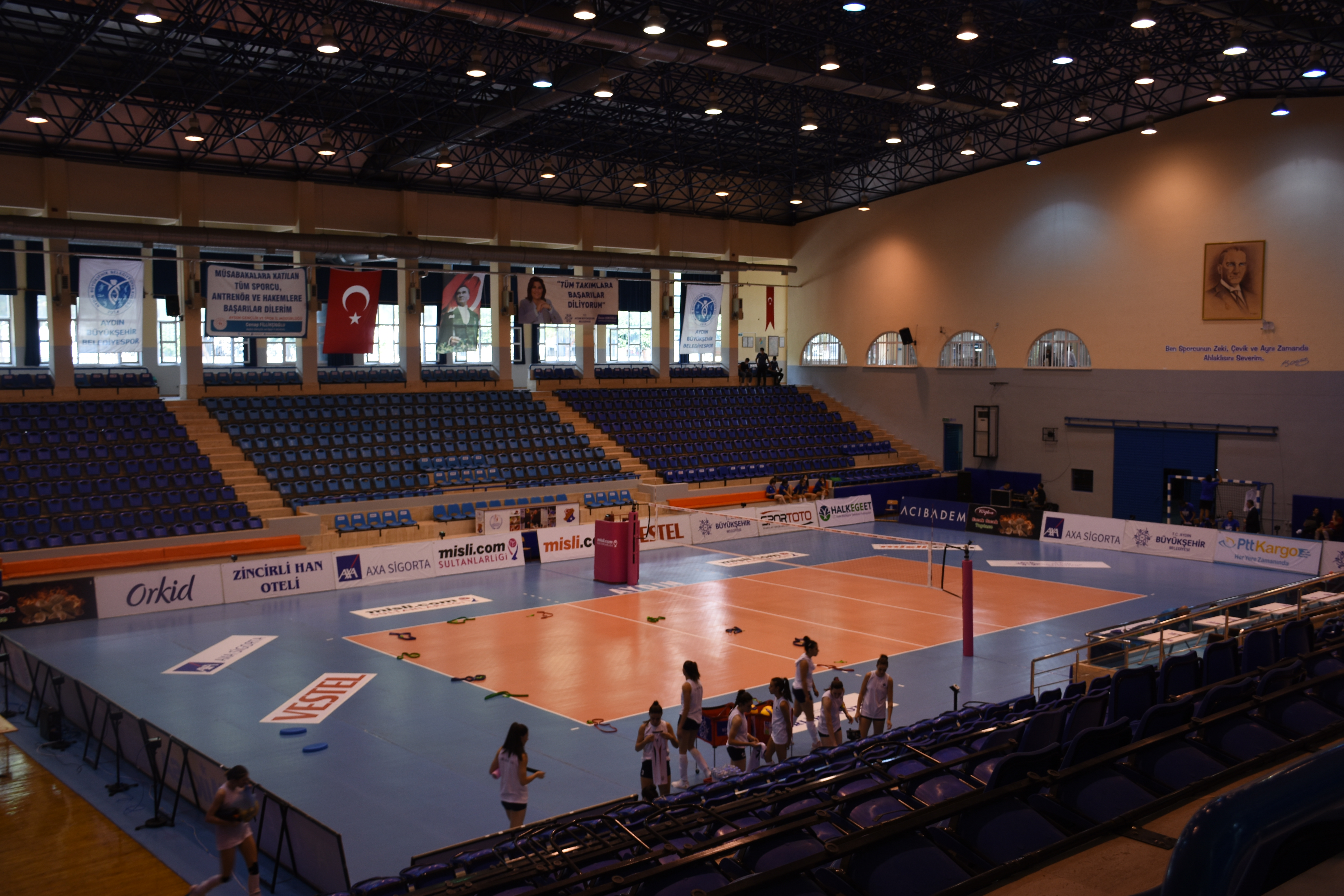
Aydın Mimar Sinan Spor Salonu od wewnątrz

Atatürk Voleybol Vestel Spor Kompleksi od zewnątrz

Vodafone Sultanlar Ligi 2024/2025 – 41. sezon walki o mistrzostwo Turcji organizowany przez Türkiye Kadınlar Voleybol Ligi pod egidą Tureckiego Związku Piłki Siatkowej (tr. Türkiye Voleybol Federasyonu, TVF).

## Polki w Vodafone Sultanlar Ligi 2024/2025
| Imię i nazwisko     | Klub                                                                  |
| ------------------- | --------------------------------------------------------------------- |
| Magdalena Stysiak   | Fenerbahçe Medicana Stambuł                                           |
| Martyna Czyrniańska | Bahçelievler Belediyespor                                             |
| Julia Szczurowska   | Nilüfer Belediyespor (do 27.01.2025) Beşiktaş Stambuł (od 30.01.2025) |
| Olivia Różański     | Beşiktaş Stambuł                                                      |
| Aleksandra Rasińska | Aydın Büyükşehir Belediyespor                                         |

## Hale sportowe
| Klub                             | Hala sportowa                                     | Liczba miejsc siedzących |
| -------------------------------- | ------------------------------------------------- | ------------------------ |
| Aras Kargo SK                    | Atatürk Voleybol Vestel Spor Kompleksi            | 5 500                    |
| Aydın Büyükşehir Belediyespor    | Aydın Mimar Sinan Spor Salonu                     | 2 000                    |
| Bahçelievler Belediyespor        | Hasan Doğan Spor Kompleksi                        | 1 100                    |
| Beşiktaş Stambuł                 | BJK Akatlar Arena                                 | 5 500                    |
| Eczacıbaşı Dynavit Stambuł       | İBB Cebeci Spor Kompleksi                         | 1 700                    |
| Eczacıbaşı Dynavit Stambuł       | Burhan Felek Voleybol Salonu                      | 5 500                    |
| Fenerbahçe Medicana Stambuł      | Burhan Felek Voleybol Salonu                      | 5 500                    |
| Galatasaray Daikin Stambuł       | Burhan Felek Voleybol Salonu                      | 5 500                    |
| Keçiören Belediyesi Sigorta Shop | TVF Ziraat Bankkart Voleybol Salonu               | 7 600                    |
| Kuzeyboru SK                     | Aksaray Spor Salonu                               | 3 500                    |
| Nilüfer Belediyespor             | Cengiz Göllü Voleybol Salonu                      | 4 440                    |
| Sarıyer Belediyesi SK            | İstanbul Üniversitesi Orman Fakültesi Spor Salonu | 750                      |
| THY Stambuł                      | Burhan Felek Voleybol Salonu                      | 5 500                    |
| VakıfBank Stambuł                | Vakıfbank Spor Sarayı                             | 2 000                    |
| Zeren SK                         | TVF Ziraat Bankkart Voleybol Salonu               | 7 600                    |

## Trenerzy
| Klub                             | Pierwszy trener       | Narodowość | Drugi trener          | Narodowość |
| -------------------------------- | --------------------- | ---------- | --------------------- | ---------- |
| Aras Kargo SK                    | Suphi Doğancı         | Turcja     | Özer Özger            | Turcja     |
| Aydın Büyükşehir Belediyespor    | Alper Hamurcu         | Turcja     | Eray Sertkaya         | Turcja     |
| Bahçelievler Belediyespor        | Kenan Uzun            | Turcja     | Mustafa Kara          | Turcja     |
| Beşiktaş Stambuł                 | Recep Vatansever      | Turcja     | Onu Mahir Daşdemir    | Turcja     |
| Eczacıbaşı Dynavit Stambuł       | Hüseyin Doğanyüz      | Turcja     | Przemysław Kawka      | Polska     |
| Fenerbahçe Medicana Stambuł      | Marcello Abbondanza   | Włochy     | Salih Tavacı          | Turcja     |
| Galatasaray Daikin Stambuł       | Alberto Bigarelli     | Włochy     | Adnan Mert Paşaoğlu   | Turcja     |
| Keçiören Belediyesi Sigorta Shop | Cihan Cintay          | Turcja     | Giray Taygun Yıldırım | Turcja     |
| Kuzeyboru SK                     | Mehmet Bedestenlioğlu | Turcja     | Berk Çanakcı          | Turcja     |
| Nilüfer Belediyespor             | Burhan Saik Canbolat  | Turcja     | Emirhan Arslantaş     | Turcja     |
| Sarıyer Belediyesi SK            | Dehri Can Dehrioğlu   | Turcja     | Gokhan Keskin         | Turcja     |
| THY Stambuł                      | Zé Roberto            | Brazylia   | Safak Sezer           | Turcja     |
| VakıfBank Stambuł                | Giovanni Guidetti     | Włochy     | Saim Pakkan           | Turcja     |
| Zeren SK                         | Stevan Ljubičić       | Serbia     | Arsenije Protić       | Serbia     |

### Zmiany trenerów
| Przed sezonem                    |                                             |           |                                          |                                      |        |
| Fenerbahçe Medicana Stambuł      | Stefano Lavarini                            | Włochy    | koniec kontraktu                         | Marco Fenoglio                       | Włochy |
| Keçiören Belediyesi Sigorta Shop | Gökhan Durmaz                               | Turcja    | koniec kontraktu                         | Cihan Cintay                         | Turcja |
| Sarıyer Belediyesi SK            | Hasan Çelik                                 | Turcja    | koniec kontraktu                         | Ali Kayaoğlu                         | Turcja |
| Zeren SK                         | Hüseyin Doğanyüz                            | Turcja    | koniec kontraktu                         | Stevan Ljubičić                      | Serbia |
| W trakcie sezonu                 |                                             |           |                                          |                                      |        |
| THY Stambuł                      | Zé Roberto (do 22.10.2024)                  | Brazylia  | rezygnacja                               | Mehmet Kamil Söz (od 25.10.2024)     | Turcja |
| Nilüfer Belediyespor             | Haluk Korkmaz (do 04.12.2024)               | Turcja    | rezygnacja                               | Burhan Saik Canbolat (od 04.12.2024) | Turcja |
| Sarıyer Belediyesi SK            | Ali Kayaoğlu (do 30.10.2024)                | Turcja    | rozwiązanie umowy za porozumieniem stron | Reşat Yazıcıoğulları (od 30.10.2024) | Turcja |
| Sarıyer Belediyesi SK            | Reşat Yazıcıoğulları (do 06.12.2024)        | Turcja    | problemy zdrowotne                       | Dehri Can Dehrioğlu (od 13.12.2024)  | Turcja |
| Galatasaray Daikin Stambuł       | Guillermo Naranjo Hernández (do 18.12.2024) | Hiszpania | brak oczekiwanych wyników sportowych     | Alberto Bigarelli (od 31.12.2024)    | Włochy |
| Eczacıbaşı Dynavit Stambuł       | Ferhat Akbaş (do 17.03.2025)                | Turcja    | rozwiązanie umowy za porozumieniem stron | Hüseyin Doğanyüz (od 17.03.2025)     | Turcja |
| Fenerbahçe Medicana Stambuł      | Marco Fenoglio (do 09.04.2025)              | Włochy    | brak oczekiwanych wyników sportowych     | Marcello Abbondanza (od 11.04.2025)  | Włochy |

## Drużyny uczestniczące
| Vodafone Sultanlar Ligi 2023/2024                                                     | Vodafone Sultanlar Ligi 2023/2024 |                  |
| ------------------------------------------------------------------------------------- | --------------------------------- | ---------------- |
| Fenerbahçe Medicana Stambuł                                                           | 1                                 | Liga Mistrzyń    |
| Eczacıbaşı Dynavit Stambuł                                                            | 2                                 | Liga Mistrzyń    |
| VakıfBank Stambuł                                                                     | 3                                 | Liga Mistrzyń    |
| THY Stambuł                                                                           | 4                                 | Puchar CEV       |
| Kuzeyboru SK                                                                          | 5                                 | Puchar CEV       |
| Galatasaray Daikin Stambuł                                                            | 6                                 | Puchar Challenge |
| Nilüfer Belediyespor                                                                  | 7                                 |                  |
| Keçiören Belediyesi Sigorta Shop                                                      | 8                                 |                  |
| Beşiktaş Stambuł                                                                      | 9                                 |                  |
| Aydın Büyükşehir Belediyespor                                                         | 10                                |                  |
| Sarıyer Belediyesi SK                                                                 | 12                                |                  |
| Awans z Türkiye Kadınlar Voleybol 1. Ligi                                             |                                   |                  |
| Bahçelievler Belediyespor                                                             | 1                                 |                  |
| Aras Kargo SK                                                                         | 2                                 |                  |
| Zeren SK                                                                              | 5                                 |                  |
| Oznaczenia: - kolumna druga – miejsce zajęte przez daną drużynę w poprzednim sezonie. |                                   |                  |

## Rozgrywki

### Faza zasadnicza

#### Tabela wyników

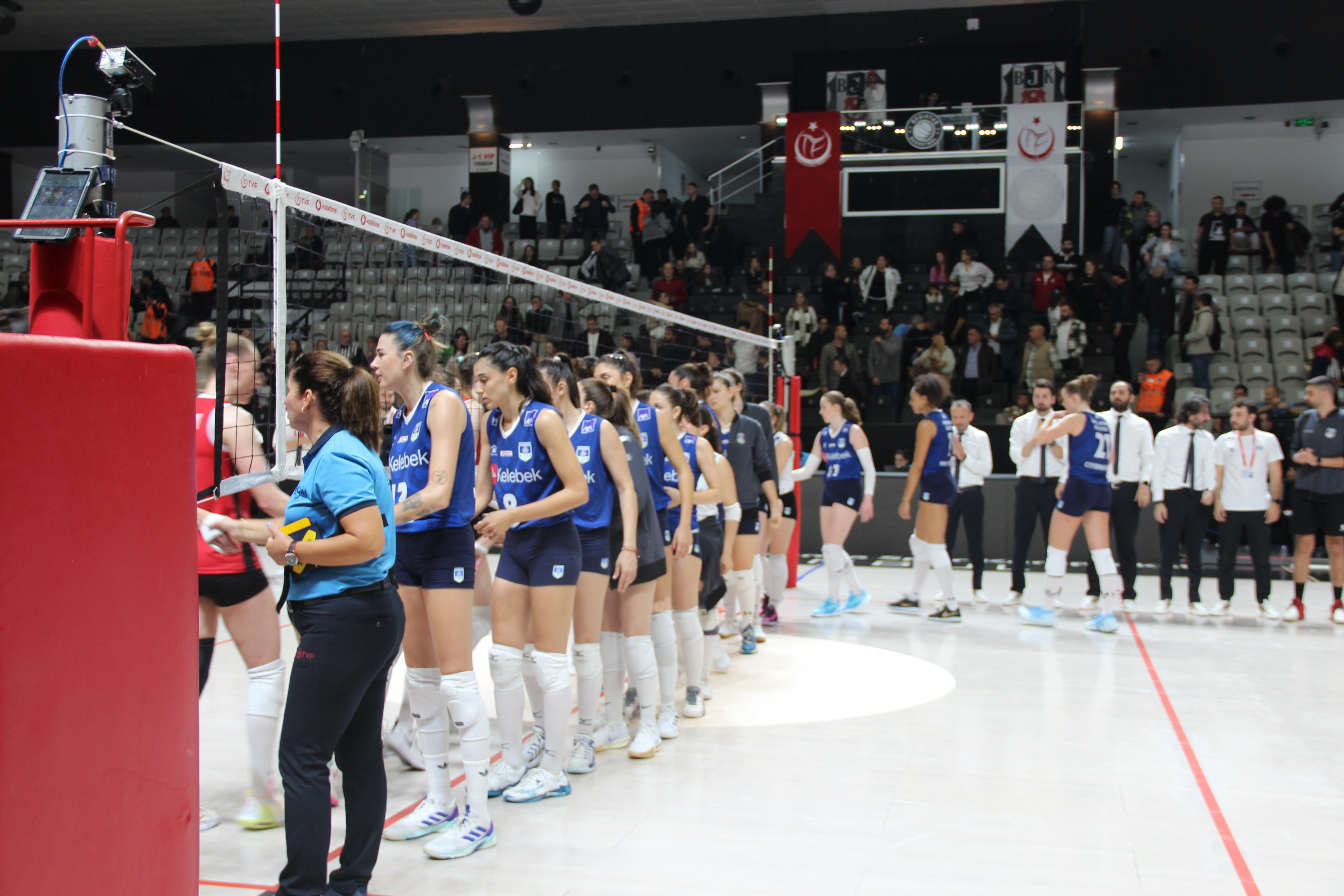
Mecz 3. kolejki pomiędzy drużynami Bahçelievler Belediyespor i Beşiktaşu Stambuł

| Gospodarz \ Gość1                | FEN | ECZ | VAK | THY | KUZ | GAL | NIL | SIG | BES | AYD | SAR | BAH | ARA | ZER |
| -------------------------------- | --- | --- | --- | --- | --- | --- | --- | --- | --- | --- | --- | --- | --- | --- |
| Fenerbahçe Medicana              | -   | 2:3 | 3:1 | 3:0 | 3:0 | 3:0 | 3:0 | 3:0 | 3:0 | 3:1 | 3:0 | 3:0 | 3:0 | 3:0 |
| Eczacıbaşı Dynavit Stambuł       | 0:3 | -   | 0:3 | 3:0 | 3:1 | 1:3 | 3:0 | 3:0 | 3:0 | 3:0 | 3:0 | 3:0 | 3:0 | 3:1 |
| VakıfBank Stambuł                | 3:2 | 1:3 | -   | 3:1 | 3:2 | 3:0 | 3:0 | 3:0 | 3:0 | 3:0 | 3:0 | 3:0 | 3:1 | 2:3 |
| THY Stambuł                      | 0:3 | 3:0 | 1:3 | -   | 3:0 | 3:2 | 3:0 | 3:2 | 3:0 | 3:1 | 3:0 | 3:0 | 3:1 | 2:3 |
| Kuzeyboru SK                     | 1:3 | 1:3 | 0:3 | 1:3 | -   | 3:2 | 3:0 | 3:0 | 3:1 | 3:0 | 3:1 | 0:3 | 2:3 | 3:1 |
| Galatasaray Daikin Stambuł       | 0:3 | 0:3 | 3:0 | 3:0 | 3:1 | -   | 3:1 | 3:0 | 3:0 | 2:3 | 3:0 | 3:0 | 3:1 | 3:0 |
| Nilüfer Belediyespor             | 0:3 | 1:3 | 0:3 | 1:3 | 1:3 | 0:3 | -   | 2:3 | 3:0 | 3:0 | 3:0 | 1:3 | 2:3 | 0:3 |
| Keçiören Belediyesi Sigorta Shop | 0:3 | 1:3 | 0:3 | 0:3 | 0:3 | 1:3 | 2:3 | -   | 1:3 | 0:3 | 3:2 | 3:0 | 3:0 | 2:3 |
| Beşiktaş Stambuł                 | 0:3 | 1:3 | 0:3 | 3:0 | 0:3 | 0:3 | 3:2 | 3:0 | -   | 1:3 | 3:0 | 1:3 | 2:3 | 3:1 |
| Aydın Büyükşehir Belediyespor    | 0:3 | 1:3 | 1:3 | 0:3 | 2:3 | 1:3 | 1:3 | 3:1 | 3:0 | -   | 1:3 | 0:3 | 3:1 | 1:3 |
| Sarıyer Belediyesi SK            | 1:3 | 0:3 | 0:3 | 1:3 | 0:3 | 0:3 | 3:2 | 0:3 | 0:3 | 0:3 | -   | 0:3 | 1:3 | 1:3 |
| Bahçelievler Belediyespor        | 1:3 | 0:3 | 0:3 | 0:3 | 0:3 | 2:3 | 3:2 | 3:0 | 3:1 | 0:3 | 0:3 | -   | 0:3 | 0:3 |
| Aras Kargo SK                    | 0:3 | 0:3 | 0:3 | 1:3 | 1:3 | 0:3 | 3:0 | 3:1 | 1:3 | 2:3 | 3:1 | 2:3 | -   | 2:3 |
| Zeren SK                         | 3:2 | 1:3 | 0:3 | 1:3 | 3:1 | 1:3 | 3:2 | 3:0 | 3:2 | 3:2 | 3:0 | 3:1 | 3:0 | -   |

Źródło: (tur.)
1 Drużyna gospodarzy jest wymieniona po lewej stronie tabeli.
Kolory:
  zwycięstwo gospodarzy 3:0 lub 3:1
  zwycięstwo gospodarzy 3:2
  zwycięstwo gości 3:0 lub 3:1
  zwycięstwo gości 3:2

#### Terminarz i wyniki[18]
- W nawiasach podano godziny meczów zgodnie z czasem środkowoeuropejskim

1. kolejka
| 05.10.2024 13:00 (12:00) | Galatasaray Daikin Stambuł | 3:0 (25:21, 25:22, 25:15) raport | VakıfBank Stambuł | Widzów: 2470 |

| 05.10.2024 14:00 (13:00) | Keçiören Belediyesi Sigorta Shop | 3:2 (16:25, 25:20, 23:25, 25:23, 15:13) raport | Sarıyer Belediyesi SK | Widzów: 1000 |

| 05.10.2024 15:00 (14:00) | Nilüfer Belediyespor | 1:3 (20:25, 25:22, 19:25, 22:25) raport | Bahçelievler Belediyespor | Widzów: 6201 |

| 05.10.2024 18:00 (17:00) | Eczacıbaşı Dynavit Stambuł | 3:0 (25:12, 25:21, 25:21) raport | Aras Kargo SK | Widzów: 1045 |

| 05.10.2024 18:00 (17:00) | Kuzeyboru SK | 3:0 (25:21, 25:21, 25:17) raport | Aydın Büyükşehir Belediyespor | Widzów: 1000 |

| 05.10.2024 17:00 (16:00) | THY Stambuł | 0:3 (14:25, 19:25, 14:25) raport | Fenerbahçe Medicana Stambuł | Widzów: 3463 |

| 05.10.2024 19:00 (18:00) | Beşiktaş Stambuł | 3:1 (26:24, 25:21, 25:27, 25:23) raport | Zeren SK | Widzów: 1400 |

2. kolejka
| 11.10.2024 14:00 (13:00) | Sarıyer Belediyesi SK | 0:3 (19:25, 23:25, 24:26) raport | Beşiktaş Stambuł | Widzów: 600 |

| 11.10.2024 18:00 (17:00) | Zeren SK | 1:3 (21:25, 25:14, 9:25, 20:25) raport | Eczacıbaşı Dynavit Stambuł | Widzów: 4200 |

| 12.10.2024 14:00 (13:00) | VakıfBank Stambuł | 3:2 (25:13, 18:25, 19:25, 25:16, 15:12) raport | Kuzeyboru SK | Widzów: 1240 |

| 12.10.2024 15:00 (14:00) | Aydın Büyükşehir Belediyespor | 0:3 (16:25, 23:25, 20:25) raport | THY Stambuł |  |

| 12.10.2024 15:00 (14:00) | Fenerbahçe Medicana Stambuł | 3:0 (25:23, 32:30, 25:18) raport | Nilüfer Belediyespor | Widzów: 3150 |

| 12.10.2024 18:00 (17:00) | Bahçelievler Belediyespor | 3:0 (25:13, 25:23, 25:16) raport | Keçiören Belediyesi Sigorta Shop | Widzów: 950 |

| 12.10.2024 19:00 (18:00) | Aras Kargo SK | 0:3 (23:25, 23:25, 22:25) raport | Galatasaray Daikin Stambuł | Widzów: 4200 |

3. kolejka
| 19.10.2024 14:00 (13:00) | Keçiören Belediyesi Sigorta Shop | 0:3 (23:25, 15:25, 21:25) raport | Fenerbahçe Medicana Stambuł | Widzów: 6000 |

| 19.10.2024 14:00 (13:00) | VakıfBank Stambuł | 3:1 (25:27, 25:16, 25:8, 25:16) raport | Aras Kargo SK | Widzów: 1210 |

| 19.10.2024 15:00 (14:00) | Nilüfer Belediyespor | 3:0 (25:19, 25:20, 25:21) raport | Aydın Büyükşehir Belediyespor | Widzów: 510 |

| 19.10.2024 18:00 (17:00) | Eczacıbaşı Dynavit Stambuł | 3:0 (25:15, 25:17, 25:19) raport | Sarıyer Belediyesi SK | Widzów: 900 |

| 19.10.2024 18:00 (17:00) | Kuzeyboru SK | 1:3 (18:25, 31:29, 22:25, 18:25) raport | THY Stambuł | Widzów: 1500 |

| 19.10.2024 19:00 (18:00) | Galatasaray Daikin Stambuł | 3:0 (25:20, 25:22, 25:13) raport | Zeren SK | Widzów: 800 |

| 19.10.2024 19:00 (18:00) | Beşiktaş Stambuł | 1:3 (25:27, 19:25, 25:16, 22:25) raport | Bahçelievler Belediyespor | Widzów: 1700 |

4. kolejka
| 22.10.2024 14:00 (13:00) | Fenerbahçe Medicana Stambuł | 3:0 (25:14, 25:20, 25:13) raport | Beşiktaş Stambuł | Widzów: 2220 |

| 22.10.2024 17:00 (16:00) | Sarıyer Belediyesi SK | 0:3 (15:25, 17:25, 20:25) raport | Galatasaray Daikin Stambuł | Widzów: 450 |

| 22.10.2024 17:00 (16:00) | THY Stambuł | 3:0 (25:17, 25:19, 25:20) raport | Nilüfer Belediyespor | Widzów: 125 |

| 22.10.2024 17:00 (16:00) | Aras Kargo SK | 1:3 (25:19, 18:25, 22:25, 25:27) raport | Kuzeyboru SK | Widzów: 600 |

| 22.10.2024 18:00 (17:00) | Bahçelievler Belediyespor | 0:3 (10:25, 13:25, 11:25) raport | Eczacıbaşı Dynavit Stambuł | Widzów: 1000 |

| 22.10.2024 18:00 (17:00) | Zeren SK | 0:3 (16:25, 19:25, 13:25) raport | VakıfBank Stambuł | Widzów: 3000 |

| 22.10.2024 19:00 (18:00) | Aydın Büyükşehir Belediyespor | 3:1 (25:22, 22:25, 25:20, 26:24) raport | Keçiören Belediyesi Sigorta Shop | Widzów: 300 |

5. kolejka
| 26.10.2024 13:00 (12:00) | Galatasaray Daikin Stambuł | 3:0 (25:20, 25:21, 25:17) raport | Bahçelievler Belediyespor | Widzów: 680 |

| 26.10.2024 13:00 (12:00) | Beşiktaş Stambuł | 1:3 (25:22, 18:25, 12:25, 18:25) raport | Aydın Büyükşehir Belediyespor | Widzów: 350 |

| 26.10.2024 14:00 (13:00) | Keçiören Belediyesi Sigorta Shop | 0:3 (15:25, 24:26, 16:25) raport | THY Stambuł | Widzów: 500 |

| 26.10.2024 14:00 (13:00) | VakıfBank Stambuł | 3:0 (25:14, 25:21, 25:15) raport | Sarıyer Belediyesi SK | Widzów: 981 |

| 26.10.2024 17:30 (16:30) | Aras Kargo SK | 2:3 (25:18, 23:25, 25:22, 21:25, 12:15) raport | Zeren SK | Widzów: 1150 |

| 26.10.2024 18:00 (17:00) | Kuzeyboru SK | 3:0 (25:19, 25:18, 25:17) raport | Nilüfer Belediyespor | Widzów: 950 |

| 26.10.2024 19:00 (18:00) | Eczacıbaşı Dynavit Stambuł | 0:3 (19:25, 20:25, 24:26) raport | Fenerbahçe Medicana Stambuł | Widzów: 760 |

6. kolejka
| 29.10.2024 15:00 (13:00) | THY Stambuł | 3:0 (25:16, 25:17, 25:22) raport | Beşiktaş Stambuł | Widzów: 990 |

| 29.10.2024 15:00 (13:00) | Aydın Büyükşehir Belediyespor | 1:3 (27:29, 25:22, 23:25, 19:25) raport | Eczacıbaşı Dynavit Stambuł | Widzów: 1400 |

| 29.10.2024 17:00 (15:00) | Sarıyer Belediyesi SK | 1:3 (19:25, 25:23, 23:25, 23:25) raport | Aras Kargo SK | Widzów: 420 |

| 29.10.2024 17:30 (15:30) | Fenerbahçe Medicana Stambuł | 3:0 (25:21, 25:16, 25:18) raport | Galatasaray Daikin Stambuł | Widzów: 4690 |

| 29.10.2024 18:00 (16:00) | Bahçelievler Belediyespor | 0:3 (17:25, 18:25, 18:25) raport | VakıfBank Stambuł | Widzów: 1050 |

| 29.10.2024 18:00 (16:00) | Zeren SK | 3:1 (25:20, 23:25, 25:23, 25:22) raport | Kuzeyboru SK | Widzów: 900 |

| 29.10.2024 18:00 (16:00) | Nilüfer Belediyespor | 2:3 (25:22, 25:18, 26:28, 19:25, 6:15) raport | Keçiören Belediyesi Sigorta Shop | Widzów: 500 |

7. kolejka
| 02.11.2024 13:30 (11:30) | VakıfBank Stambuł | 3:2 (25:23, 14:25, 23:25, 25:17, 15:10) raport | Fenerbahçe Medicana Stambuł | Widzów: 1570 |

| 02.11.2024 15:00 (13:00) | Zeren SK | 3:0 (25:13, 25:14, 25:19) raport | Sarıyer Belediyesi SK | Widzów: 2000 |

| 02.11.2024 15:00 (13:00) | Galatasaray Daikin Stambuł | 2:3 (25:15, 23:25, 19:25, 25:18, 12:15) raport | Aydın Büyükşehir Belediyespor | Widzów: 780 |

| 02.11.2024 15:00 (13:00) | Aras Kargo SK | 2:3 (15:25, 25:22, 25:19, 20:25, 9:15) raport | Bahçelievler Belediyespor | Widzów: 1500 |

| 02.11.2024 18:00 (16:00) | Kuzeyboru SK | 3:0 (25:21, 25:21, 25:17) raport | Keçiören Belediyesi Sigorta Shop | Widzów: 1500 |

| 02.11.2024 19:30 (17:30) | Eczacıbaşı Dynavit Stambuł | 3:0 (25:20, 25:16, 25:21) raport | THY Stambuł | Widzów: 1150 |

| 03.11.2024 14:00 (12:00) | Beşiktaş Stambuł | 3:2 (25:17, 22:25, 21:25, 25:18, 15:10) raport | Nilüfer Belediyespor | Widzów: 280 |

8. kolejka
| 09.11.2024 14:00 (12:00) | Keçiören Belediyesi Sigorta Shop | 1:3 (25:23, 25:27, 22:25, 22:25) raport | Beşiktaş Stambuł | Widzów: 1400 |

| 09.11.2024 14:00 (12:00) | THY Stambuł | 3:2 (29:27, 24:26, 23:25, 25:16, 15:11) raport | Galatasaray Daikin Stambuł | Widzów: 1070 |

| 09.11.2024 15:00 (13:00) | Nilüfer Belediyespor | 1:3 (17:25, 14:25, 25:20, 20:25) raport | Eczacıbaşı Dynavit Stambuł | Widzów: 3500 |

| 09.11.2024 15:00 (13:00) | Aydın Büyükşehir Belediyespor | 1:3 (25:21, 21:25, 20:25, 17:25) raport | VakıfBank Stambuł |  |

| 09.11.2024 17:00 (15:00) | Sarıyer Belediyesi SK | 0:3 (20:25, 18:25, 23:25) raport | Kuzeyboru SK | Widzów: 175 |

| 09.11.2024 18:00 (16:00) | Fenerbahçe Medicana Stambuł | 3:0 (25:18, 25:22, 25:22) raport | Aras Kargo SK | Widzów: 2500 |

| 09.11.2024 18:00 (16:00) | Bahçelievler Belediyespor | 0:3 (24:26, 21:25, 19:25) raport | Zeren SK | Widzów: 405 |

9. kolejka
| 16.11.2024 13:00 (11:00) | Zeren SK | 3:2 (25:27, 25:12, 26:24, 20:25, 15:11) raport | Fenerbahçe Medicana Stambuł | Widzów: 5000 |

| 16.11.2024 15:00 (13:00) | Aras Kargo SK | 2:3 (25:18, 25:18, 23:25, 18:25, 11:15) raport | Aydın Büyükşehir Belediyespor | Widzów: 860 |

| 16.11.2024 16:30 (14:30) | Eczacıbaşı Dynavit Stambuł | 3:0 (25:19, 25:19, 25:18) raport | Keçiören Belediyesi Sigorta Shop | Widzów: 950 |

| 16.11.2024 17:00 (15:00) | Sarıyer Belediyesi SK | 0:3 (19:25, 19:25, 24:26) raport | Bahçelievler Belediyespor | Widzów: 104 |

| 16.11.2024 19:00 (17:00) | Kuzeyboru SK | 3:1 (25:19, 25:20, 20:25, 26:24) raport | Beşiktaş Stambuł | Widzów: 2350 |

| 17.11.2024 13:00 (11:00) | Galatasaray Daikin Stambuł | 3:1 (25:17, 25:11, 18:25, 26:24) raport | Nilüfer Belediyespor | Widzów: 1350 |

| 17.11.2024 15:30 (13:30) | VakıfBank Stambuł | 3:1 (23:25, 25:22, 25:11, 25:18) raport | THY Stambuł | Widzów: 1678 |

10. kolejka
| 22.11.2024 18:00 (16:00) | Beşiktaş Stambuł | 1:3 (25:13, 24:26, 22:25, 16:25) raport | Eczacıbaşı Dynavit Stambuł | Widzów: 650 |

| 23.11.2024 13:00 (11:00) | Keçiören Belediyesi Sigorta Shop | 1:3 (15:25, 25:21, 19:25, 22:25) raport | Galatasaray Daikin Stambuł | Widzów: 2000 |

| 23.11.2024 15:00 (13:00) | Bahçelievler Belediyespor | 0:3 (13:25, 23:25, 14:25) raport | Kuzeyboru SK | Widzów: 750 |

| 23.11.2024 15:00 (13:00) | Nilüfer Belediyespor | 0:3 (17:25, 15:25, 27:29) raport | VakıfBank Stambuł | Widzów: 2250 |

| 23.11.2024 15:00 (13:00) | Aydın Büyükşehir Belediyespor | 1:3 (25:27, 20:25, 25:23, 19:25) raport | Zeren SK | Widzów: 720 |

| 23.11.2024 15:30 (13:30) | THY Stambuł | 3:1 (21:25, 25:20, 25:15, 25:23) raport | Aras Kargo SK | Widzów: 250 |

| 23.11.2024 19:00 (17:00) | Fenerbahçe Medicana Stambuł | 3:0 (25:15, 25:13, 25:16) raport | Sarıyer Belediyesi SK | Widzów: 2345 |

11. kolejka
| 29.11.2024 14:00 (12:00) | Aras Kargo SK | 3:0 (25:22, 25:16, 25:19) raport | Nilüfer Belediyespor | Widzów: 350 |

| 30.11.2024 13:00 (11:00) | Kuzeyboru SK | 1:3 (25:27, 25:18, 20:25, 19:25) raport | Eczacıbaşı Dynavit Stambuł | Widzów: 2500 |

| 30.11.2024 15:00 (13:00) | Zeren SK | 1:3 (19:25, 25:16, 19:25, 19:25) raport | THY Stambuł | Widzów: 2000 |

| 30.11.2024 18:00 (16:00) | Bahçelievler Belediyespor | 1:3 (25:21, 17:25, 20:25, 17:25) raport | Fenerbahçe Medicana Stambuł | Widzów: 1000 |

| 30.11.2024 18:30 (16:30) | Sarıyer Belediyesi SK | 0:3 (13:25, 23:25, 8:25) raport | Aydın Büyükşehir Belediyespor | Widzów: 220 |

| 01.12.2024 14:00 (12:00) | VakıfBank Stambuł | 3:0 (25:16, 26:24, 25:21) raport | Keçiören Belediyesi Sigorta Shop | Widzów: 1215 |

| 01.12.2024 17:00 (15:00) | Galatasaray Daikin Stambuł | 3:0 (25:13, 25:23, 25:22) raport | Beşiktaş Stambuł | Widzów: 2450 |

12. kolejka
| 06.12.2024 18:00 (16:00) | Eczacıbaşı Dynavit Stambuł | 1:3 (22:25, 25:11, 14:25, 19:25) raport | Galatasaray Daikin Stambuł | Widzów: 1550 |

| 07.12.2024 13:00 (11:00) | Fenerbahçe Medicana Stambuł | 3:0 (25:17, 25:10, 25:15) raport | Kuzeyboru SK | Widzów: 2244 |

| 07.12.2024 13:00 (11:00) | Beşiktaş Stambuł | 0:3 (12:25, 13:25, 24:26) raport | VakıfBank Stambuł | Widzów: 794 |

| 07.12.2024 15:00 (13:00) | Aydın Büyükşehir Belediyespor | 0:3 (23:25, 23:25, 21:25) raport | Bahçelievler Belediyespor | Widzów: 550 |

| 07.12.2024 16:00 (14:00) | THY Stambuł | 3:0 (25:19, 25:17, 25:21) raport | Sarıyer Belediyesi SK | Widzów: 296 |

| 07.12.2024 18:30 (16:30) | Keçiören Belediyesi Sigorta Shop | 3:0 (25:20, 25:18, 25:14) raport | Aras Kargo SK | Widzów: 250 |

| 08.12.2024 20:00 (18:00) | Nilüfer Belediyespor | 0:3 (24:26, 22:25, 25:27) raport | Zeren SK | Widzów: 500 |

13. kolejka
| 13.12.2024 17:00 (15:00) | Aras Kargo SK | 1:3 (23:25, 23:25, 25:22, 21:25) raport | Beşiktaş Stambuł | Widzów: 1350 |

| 14.12.2024 15:00 (13:00) | Zeren SK | 3:0 (30:28, 25:19, 25:20) raport | Keçiören Belediyesi Sigorta Shop | Widzów: 1000 |

| 14.12.2024 17:00 (15:00) | Sarıyer Belediyesi SK | 3:2 (20:25, 25:21, 23:25, 25:12, 15:8) raport | Nilüfer Belediyespor | Widzów: 330 |

| 14.12.2024 17:30 (15:30) | Fenerbahçe Medicana Stambuł | 3:1 (21:25, 25:16, 25:18, 25:15) raport | Aydın Büyükşehir Belediyespor | Widzów: 1314 |

| 14.12.2024 18:00 (16:00) | Bahçelievler Belediyespor | 0:3 (16:25, 23:25, 18:25) raport | THY Stambuł | Widzów: 700 |

| 14.12.2024 19:00 (17:00) | VakıfBank Stambuł | 1:3 (19:25, 16:25, 25:23, 16:25) raport | Eczacıbaşı Dynavit Stambuł | Widzów: 1240 |

| 15.12.2024 17:00 (15:00) | Kuzeyboru SK | 3:2 (21:25, 25:19, 25:21, 18:25, 15:13) raport | Galatasaray Daikin Stambuł | Widzów: 4800 |

14. kolejka
| 03.01.2025 17:00 (15:00) | Fenerbahçe Medicana Stambuł | 3:0 (25:21, 25:20, 25:18) raport | THY Stambuł | Widzów: 2500 |

| 04.01.2025 14:00 (12:00) | VakıfBank Stambuł | 3:0 (25:20, 25:16, 25:14) raport | Galatasaray Daikin Stambuł | Widzów: 2200 |

| 05.01.2025 13:00 (11:00) | Zeren SK | 3:2 (17:25, 25:16, 24:26, 25:23, 15:13) raport | Beşiktaş Stambuł | Widzów: 3000 |

| 05.01.2025 15:00 (13:00) | Aydın Büyükşehir Belediyespor | 2:3 (18:25, 25:22, 25:16, 21:25, 14:16) raport | Kuzeyboru SK | Widzów: 507 |

| 05.01.2025 15:30 (13:30) | Aras Kargo SK | 0:3 (23:25, 23:25, 12:25) raport | Eczacıbaşı Dynavit Stambuł | Widzów: 5350 |

| 05.01.2025 17:00 (15:00) | Sarıyer Belediyesi SK | 0:3 (18:25, 20:25, 23:25) raport | Keçiören Belediyesi Sigorta Shop | Widzów: 580 |

| 05.01.2025 18:00 (16:00) | Bahçelievler Belediyespor | 3:2 (27:25, 25:19, 12:25, 22:25, 15:13) raport | Nilüfer Belediyespor | Widzów: 850 |

15. kolejka
| 12.01.2025 13:00 (11:00) | Kuzeyboru SK | 0:3 (22:25, 18:25, 21:25) raport | VakıfBank Stambuł | Widzów: 2400 |

| 12.01.2024 14:00 (12:00) | Keçiören Belediyesi Sigorta Shop | 3:0 (25:23, 25:23, 25:14) raport | Bahçelievler Belediyespor | Widzów: 1500 |

| 12.01.2025 14:30 (12:30) | Galatasaray Daikin Stambuł | 3:1 (25:18, 25:13, 26:28, 25:19) raport | Aras Kargo SK | Widzów: 1249 |

| 12.01.2025 15:00 (13:00) | Nilüfer Belediyespor | 0:3 (10:25, 15:25, 17:25) raport | Fenerbahçe Medicana Stambuł | Widzów: 3900 |

| 12.01.2025 17:00 (15:00) | Beşiktaş Stambuł | 3:0 (25:20, 25:18, 25:19) raport | Sarıyer Belediyesi SK | Widzów: 560 |

| 12.01.2025 17:30 (15:30) | THY Stambuł | 3:1 (25:16, 25:13, 20:25, 25:22) raport | Aydın Büyükşehir Belediyespor | Widzów: 240 |

| 12.01.2025 19:00 (17:00) | Eczacıbaşı Dynavit Stambuł | 3:1 (25:18, 23:25, 25:10, 25:19) raport | Zeren SK | Widzów: 1520 |

16. kolejka
| 15.01.2025 18:00 (16:00) | Aras Kargo SK | 0:3 (10:25, 22:25, 21:25) raport | VakıfBank Stambuł | Widzów: 4750 |

| 15.01.2025 13:00 (11:00) | Fenerbahçe Medicana Stambuł | 3:0 (25:16, 25:21, 25:10) raport | Keçiören Belediyesi Sigorta Shop |  |

| 15.01.2025 14:00 (12:00) | Zeren SK | 1:3 (31:29, 21:25, 19:25, 12:25) raport | Galatasaray Daikin Stambuł | Widzów: 3000 |

| 15.01.2025 17:00 (15:00) | Sarıyer Belediyesi SK | 0:3 (13:25, 12:25, 18:25) raport | Eczacıbaşı Dynavit Stambuł | Widzów: 200 |

| 15.01.2025 17:00 (15:00) | Bahçelievler Belediyespor | 3:1 (16:25, 25:23, 25:17, 25:22) raport | Beşiktaş Stambuł | Widzów: 923 |

| 15.01.2025 19:00 (17:00) | Aydın Büyükşehir Belediyespor | 1:3 (15:25, 23:25, 25:22, 23:25) raport | Nilüfer Belediyespor | Widzów: 260 |

| 16.01.2025 13:30 (11:30) | THY Stambuł | 3:0 (25:8, 26:24, 25:16) raport | Kuzeyboru SK | Widzów: 530 |

17. kolejka
| 18.01.2025 13:00 (11:00) | VakıfBank Stambuł | 2:3 (25:21, 23:25, 25:18, 18:25, 13:15) raport | Zeren SK | Widzów: 1175 |

| 19.01.2025 13:00 (11:00) | Beşiktaş Stambuł | 0:3 (18:25, 19:25, 26:28) raport | Fenerbahçe Medicana Stambuł | Widzów: 1250 |

| 19.01.2025 13:00 (11:00) | Keçiören Belediyesi Sigorta Shop | 0:3 (16:25, 22:25, 25:27) raport | Aydın Büyükşehir Belediyespor | Widzów: 300 |

| 19.01.2025 14:00 (12:00) | Eczacıbaşı Dynavit Stambuł | 3:0 (25:17, 25:17, 25:15) raport | Bahçelievler Belediyespor | Widzów: 870 |

| 19.01.2025 14:00 (12:00) | Kuzeyboru SK | 2:3 (22:25, 20:25, 25:14, 25:22, 8:15) raport | Aras Kargo SK | Widzów: 2000 |

| 19.01.2025 15:00 (13:00) | Galatasaray Daikin Stambuł | 3:0 (25:19, 25:12, 25:12) raport | Sarıyer Belediyesi SK | Widzów: 1050 |

| 19.01.2025 15:00 (13:00) | Nilüfer Belediyespor | 1:3 (25:20, 21:25, 15:25, 12:25) raport | THY Stambuł | Widzów: 600 |

18. kolejka
| 25.01.2025 15:00 (13:00) | Nilüfer Belediyespor | 1:3 (21:25, 16:25, 28:26, 21:25) raport | Kuzeyboru SK | Widzów: 800 |

| 26.01.2025 13:00 (11:00) | Bahçelievler Belediyespor | 2:3 (23:25, 9:25, 27:25, 25:19, 6:15) raport | Galatasaray Daikin Stambuł | Widzów: 950 |

| 26.01.2025 13:00 (11:00) | THY Stambuł | 3:2 (23:25, 25:19, 25:13, 23:25, 15:7) raport | Keçiören Belediyesi Sigorta Shop | Widzów: 213 |

| 26.01.2025 14:00 (12:00) | Sarıyer Belediyesi SK | 0:3 (23:25, 19:25, 17:25) raport | VakıfBank Stambuł | Widzów: 500 |

| 26.01.2025 15:00 (13:00) | Zeren SK | 3:0 (25:14, 25:23, 25:20) raport | Aras Kargo SK | Widzów: 1500 |

| 26.01.2025 15:00 (13:00) | Aydın Büyükşehir Belediyespor | 3:0 (25:20, 33:31, 25:23) raport | Beşiktaş Stambuł | Widzów: 1450 |

| 26.01.2025 17:00 (15:00) | Fenerbahçe Medicana Stambuł | 2:3 (25:16, 21:25, 25:23, 19:25, 11:15) raport | Eczacıbaşı Dynavit Stambuł | Widzów: 4000 |

19. kolejka
| 01.02.2025 17:00 (15:00) | Beşiktaş Stambuł | 3:0 (25:17, 25:15, 25:14) raport | THY Stambuł | Widzów: 580 |

| 02.02.2025 14:00 (12:00) | VakıfBank Stambuł | 3:0 (25:15, 25:22, 25:17) raport | Bahçelievler Belediyespor | Widzów: 1150 |

| 02.02.2025 15:00 (13:00) | Aras Kargo SK | 3:1 (23:25, 25:20, 25:21, 25:17) raport | Sarıyer Belediyesi SK | Widzów: 1800 |

| 02.02.2025 15:00 (13:00) | Keçiören Belediyesi Sigorta Shop | 2:3 (25:23, 25:20, 21:25, 21:25, 13:15) raport | Nilüfer Belediyespor | Widzów: 250 |

| 02.02.2025 16:00 (14:00) | Galatasaray Daikin Stambuł | 0:3 (18:25, 16:25, 17:25) raport | Fenerbahçe Medicana Stambuł | Widzów: 4154 |

| 02.02.2025 18:00 (16:00) | Eczacıbaşı Dynavit Stambuł | 3:0 (25:14, 25:15, 25:14) raport | Aydın Büyükşehir Belediyespor | Widzów: 700 |

| 02.02.2025 19:00 (17:00) | Kuzeyboru SK | 3:1 (16:25, 25:17, 25:12, 25:18) raport | Zeren SK | Widzów: 1800 |

20. kolejka
| 09.02.2025 13:00 (11:00) | THY Stambuł | 3:0 (25:21, 26:24, 25:20) raport | Eczacıbaşı Dynavit Stambuł | Widzów: 1980 |

| 09.02.2025 15:00 (13:00) | Nilüfer Belediyespor | 3:0 (25:22, 25:16, 25:16) raport | Beşiktaş Stambuł | Widzów: 2600 |

| 09.02.2025 15:00 (13:00) | Keçiören Belediyesi Sigorta Shop | 0:3 (30:32, 22:25, 18:25) raport | Kuzeyboru SK | Widzów: 350 |

| 09.02.2025 15:00 (13:00) | Sarıyer Belediyesi SK | 1:3 (22:25, 26:24, 16:25, 22:25) raport | Zeren SK | Widzów: 130 |

| 09.02.2025 15:00 (13:00) | Aydın Büyükşehir Belediyespor | 1:3 (25:23, 7:25, 20:25, 20:25) raport | Galatasaray Daikin Stambuł | Widzów: 1449 |

| 09.02.2024 16:30 (14:30) | Fenerbahçe Medicana Stambuł | 3:1 (19:25, 25:13, 25:22, 25:16) raport | VakıfBank Stambuł | Widzów: 5500 |

| 09.02.2025 18:00 (16:00) | Bahçelievler Belediyespor | 0:3 (15:25, 14:25, 21:25) raport | Aras Kargo SK | Widzów: 500 |

21. kolejka
| 16.02.2025 14:00 (12:00) | VakıfBank Stambuł | 3:0 (25:23, 26:24, 25:14) raport | Aydın Büyükşehir Belediyespor | Widzów: 980 |

| 16.02.2025 14:00 (12:00) | Kuzeyboru SK | 3:1 (20:25, 25:18, 25:17, 25:19) raport | Sarıyer Belediyesi SK | Widzów: 1150 |

| 16.02.2025 15:00 (13:00) | Zeren SK | 3:1 (25:19, 22:25, 25:23, 25:21) raport | Bahçelievler Belediyespor | Widzów: 800 |

| 16.02.2025 17:00 (15:00) | Beşiktaş Stambuł | 3:0 (25:11, 25:13, 25:23) raport | Keçiören Belediyesi Sigorta Shop | Widzów: 460 |

| 16.02.2025 18:00 (16:00) | Eczacıbaşı Dynavit Stambuł | 3:0 (25:16, 25:15, 25:18) raport | Nilüfer Belediyespor | Widzów: 525 |

| 16.02.2025 20:00 (18:00) | Aras Kargo SK | 0:3 (21:25, 23:25, 22:25) raport | Fenerbahçe Medicana Stambuł | Widzów: 5000 |

| 26.02.2025 19:00 (17:00) | Galatasaray Daikin Stambuł | 3:0 (25:23, 25:14, 25:18) raport | THY Stambuł | Widzów: 720 |

22. kolejka
| 22.02.2025 14:00 (12:00) | Keçiören Belediyesi Sigorta Shop | 1:3 (25:22, 10:25, 14:25, 16:25) raport | Eczacıbaşı Dynavit Stambuł | Widzów: 3000 |

| 22.02.2025 17:00 (15:00) | Beşiktaş Stambuł | 0:3 (24:26, 22:25, 21:25) raport | Kuzeyboru SK | Widzów: 396 |

| 23.02.2025 15:00 (13:00) | Nilüfer Belediyespor | 0:3 (13:25, 21:25, 18:25) raport | Galatasaray Daikin Stambuł | Widzów: 3000 |

| 23.02.2025 15:00 (13:00) | Aydın Büyükşehir Belediyespor | 3:1 (25:16, 25:22, 23:25, 25:17) raport | Aras Kargo SK | Widzów: 800 |

| 23.02.2025 18:00 (16:00) | Bahçelievler Belediyespor | 0:3 (25:27, 22:25, 24:26) raport | Sarıyer Belediyesi SK | Widzów: 350 |

| 23.02.2025 18:00 (16:00) | THY Stambuł | 1:3 (26:28, 23:25, 25:18, 18:25) raport | VakıfBank Stambuł | Widzów: 1910 |

| 24.02.2025 15:00 (13:00) | Fenerbahçe Medicana Stambuł | 3:0 (25:21, 25:16, 25:20) raport | Zeren SK | Widzów: 830 |

23. kolejka
| 28.02.2025 14:00 (12:00) | VakıfBank Stambuł | 3:0 (25:17, 25:14, 25:17) raport | Nilüfer Belediyespor | Widzów: 330 |

| 28.02.2025 14:00 (12:00) | Sarıyer Belediyesi SK | 1:3 (25:22, 16:25, 17:25, 11:25) raport | Fenerbahçe Medicana Stambuł | Widzów: 350 |

| 01.03.2025 14:00 (12:00) | Eczacıbaşı Dynavit Stambuł | 3:0 (25:23, 25:13, 25:13) raport | Beşiktaş Stambuł | Widzów: 680 |

| 02.03.2025 15:00 (13:00) | Galatasaray Daikin Stambuł | 3:0 (25:13, 26:24, 25:19) raport | Keçiören Belediyesi Sigorta Shop | Widzów: 410 |

| 02.03.2025 16:00 (14:00) | Kuzeyboru SK | 0:3 (20:25, 18:25, 14:25) raport | Bahçelievler Belediyespor | Widzów: 1000 |

| 02.03.2025 17:30 (15:30) | Aras Kargo SK | 1:3 (19:25, 26:24, 23:25, 18:25) raport | THY Stambuł | Widzów: 1750 |

| 02.03.2025 18:00 (16:00) | Zeren SK | 3:2 (25:22, 17:25, 23:25, 25:22, 15:13) raport | Aydın Büyükşehir Belediyespor | Widzów: 550 |

24. kolejka
| 08.03.2025 18:25,:00 (16:00) | Beşiktaş Stambuł | 0:3 (18:25, 20:25, 15:25) raport | Galatasaray Daikin Stambuł | Widzów: 740 |

| 09.03.2025 13:00 (11:00) | THY Stambuł | 2:3 (19:25, 25:21, 20:25, 25:23, 13:15) raport | Zeren SK | Widzów: 610 |

| 09.03.2025 14:00 (12:00) | Keçiören Belediyesi Sigorta Shop | 0:3 (16:25, 23:25, 18:25 raport | VakıfBank Stambuł | Widzów: 4500 |

| 09.03.2025 15:00 (13:00) | Aydın Büyükşehir Belediyespor | 1:3 (22:25, 23:25, 25:18, 22:25) raport | Sarıyer Belediyesi SK | Widzów: 800 |

| 09.03.2025 15:00 (13:00) | Nilüfer Belediyespor | 2:3 (24:26, 17:25, 25:19, 25:12, 5:15) raport | Aras Kargo SK | Widzów: 1900 |

| 09.03.2025 16:00 (14:00) | Fenerbahçe Medicana Stambuł | 3:0 (25:18, 25:20, 25:17) raport | Bahçelievler Belediyespor | Widzów: 2373 |

| 09.03.2025 16:30 (14:30) | Eczacıbaşı Dynavit Stambuł | 3:1 (25:13, 25:27, 25:15, 25:19) raport | Kuzeyboru SK | Widzów: 600 |

25. kolejka
| 16.03.2025 13:30 (11:30) | Kuzeyboru SK | 1:3 (22:25, 16:25, 25:17, 19:25) raport | Fenerbahçe Medicana Stambuł | Widzów: 2500 |

| 16.03.2025 14:00 (12:00) | VakıfBank Stambuł | 3:0 (25:16, 25:18, 25:22) raport | Beşiktaş Stambuł | Widzów: 1640 |

| 16.03.2025 15:00 (13:00) | Bahçelievler Belediyespor | 0:3 (17:25, 21:25, 20:25) raport | Aydın Büyükşehir Belediyespor |  |

| 16.03.2025 15:00 (13:00) | Sarıyer Belediyesi SK | 1:3 (17:25, 26:24, 21:25, 18:25) raport | THY Stambuł | Widzów: 135 |

| 16.03.2025 15:00 (13:00) | Aras Kargo SK | 3:1 (25:16, 25:21, 23:25, 25:21) raport | Keçiören Belediyesi Sigorta Shop | Widzów: 2200 |

| 16.03.2025 15:00 (13:00) | Zeren SK | 3:2 (25:12, 22:25, 21:25, 25:22, 15:8) raport | Nilüfer Belediyespor | Widzów: 650 |

| 16.03.2025 19:30 (17:30) | Galatasaray Daikin Stambuł | 0:3 (19:25, 20:25, 24:26) raport | Eczacıbaşı Dynavit Stambuł | Widzów: 2710 |

26. kolejka
| 19.03.2025 13:00 (11:00) | THY Stambuł | 3:0 (25:19, 25:15, 25:21) raport | Bahçelievler Belediyespor | Widzów: 40 |

| 19.03.2025 14:00 (12:00) | Nilüfer Belediyespor | 3:0 (25:18, 25:16, 25:14) raport | Sarıyer Belediyesi SK | Widzów: 300 |

| 19.03.2025 14:00 (12:00) | Beşiktaş Stambuł | 2:3 (22:25, 25:22, 25:23, 15:25, 10:15) raport | Aras Kargo SK | Widzów: 110 |

| 19.03.2025 14:00 (12:00) | Keçiören Belediyesi Sigorta Shop | 2:3 (25:21, 21:25, 26:24, 26:28, 11:15) raport | Zeren SK | Widzów: 500 |

| 19.03.2025 17:00 (15:00) | Galatasaray Daikin Stambuł | 3:1 (25:17, 25:19, 29:31, 25:18) raport | Kuzeyboru SK | Widzów: 210 |

| 19.03.2025 18:00 (16:00) | Aydın Büyükşehir Belediyespor | 0:3 (18:25, 20:25, 23:25) raport | Fenerbahçe Medicana Stambuł | Widzów: 1350 |

| 20.03.2025 20:00 (18:00) | Eczacıbaşı Dynavit Stambuł | 0:3 (20:25, 20:25, 21:25) raport | VakıfBank Stambuł | Widzów: 1510 |

#### Tabela
| Lp. | Drużyna                          | Pkt | Mecze | Mecze | Mecze | Rodzaj wyniku | Rodzaj wyniku | Rodzaj wyniku | Rodzaj wyniku | Rodzaj wyniku | Rodzaj wyniku | Sety | Sety | Sety  | Małe punkty | Małe punkty | Małe punkty |
| Lp. | Drużyna                          | Pkt | M     | W     | P     | 3:0           | 3:1           | 3:2           | 2:3           | 1:3           | 0:3           | wyg. | prz. | stos. | zdob.       | str.        | stos.       |
| --- | -------------------------------- | --- | ----- | ----- | ----- | ------------- | ------------- | ------------- | ------------- | ------------- | ------------- | ---- | ---- | ----- | ----------- | ----------- | ----------- |
| 1   | Fenerbahçe Medicana              | 72  | 26    | 23    | 3     | 18            | 5             | 0             | 3             | 0             | 0             | 75   | 14   | 5.36  | 2136        | 1688        | 1.27        |
| 2   | VakıfBank Stambuł                | 65  | 26    | 22    | 4     | 16            | 4             | 2             | 1             | 2             | 1             | 70   | 20   | 3.5   | 2115        | 1760        | 1.2         |
| 3   | Eczacıbaşı Dynavit Stambuł       | 65  | 26    | 22    | 4     | 12            | 9             | 1             | 0             | 1             | 3             | 67   | 23   | 2.91  | 2136        | 1728        | 1.24        |
| 4   | Galatasaray Daikin Stambuł       | 59  | 26    | 19    | 7     | 11            | 7             | 1             | 3             | 0             | 4             | 63   | 30   | 2.1   | 2149        | 1873        | 1.15        |
| 5   | THY Stambuł                      | 53  | 26    | 18    | 8     | 9             | 7             | 2             | 1             | 2             | 5             | 58   | 35   | 1.66  | 2118        | 1950        | 1.09        |
| 6   | Zeren SK                         | 43  | 26    | 17    | 9     | 5             | 4             | 8             | 0             | 6             | 3             | 57   | 47   | 1.21  | 2278        | 2279        | 1           |
| 7   | Kuzeyboru SK                     | 42  | 26    | 14    | 12    | 7             | 5             | 2             | 2             | 6             | 4             | 52   | 45   | 1.16  | 2123        | 2138        | 0.99        |
| 8   | Aydın Büyükşehir Belediyespor    | 27  | 26    | 9     | 17    | 4             | 3             | 2             | 2             | 8             | 7             | 39   | 58   | 0.67  | 2088        | 2200        | 0.95        |
| 9   | Bahçelievler Belediyespor        | 26  | 26    | 9     | 17    | 4             | 3             | 2             | 1             | 2             | 14            | 31   | 58   | 0.53  | 1814        | 2054        | 0.88        |
| 10  | Beşiktaş Stambuł                 | 25  | 26    | 8     | 18    | 4             | 3             | 1             | 2             | 5             | 11            | 33   | 59   | 0.56  | 1958        | 2112        | 0.93        |
| 11  | Aras Kargo SK                    | 24  | 26    | 8     | 18    | 2             | 3             | 3             | 3             | 7             | 8             | 37   | 63   | 0.59  | 2100        | 2255        | 0.93        |
| 12  | Nilüfer Belediyespor             | 20  | 26    | 5     | 21    | 3             | 1             | 1             | 6             | 5             | 10            | 32   | 66   | 0.48  | 1969        | 2229        | 0.88        |
| 13  | Keçiören Belediyesi Sigorta Shop | 16  | 26    | 5     | 21    | 3             | 0             | 2             | 3             | 5             | 13            | 26   | 67   | 0.39  | 1903        | 2193        | 0.87        |
| 14  | Sarıyer Belediyesi SK            | 9   | 26    | 3     | 23    | 1             | 1             | 1             | 1             | 6             | 16            | 17   | 72   | 0.24  | 1718        | 2146        | 0.8         |

Źródło: sultanlar.volleystation.com (tur.)
Punktacja: 3:0 i 3:1 – 3 pkt; 3:2 – 2 pkt; 2:3 – 1 pkt; 1:3 i 0:3 – 0 pkt
Zasady ustalania kolejności: 1. liczba punktów; 2. stosunek setów; 3. stosunek małych punktów; 4. bilans w bezpośrednich meczach
     awans do półfinału
     mecze o miejsca 5-8
     spadek do Türkiye Kadınlar Voleybol 1. Ligi

## Faza play-off

### Mecze o miejsca 1-4
- W nawiasach podano godziny meczów zgodnie z czasem środkowoeuropejskim

#### Drabinka
|  |           |                             |                            |                            |                    |   |   |        |                             |        |        |        |        |        |
|  | Półfinały | Półfinały                   | Półfinały                  | Półfinały                  | Półfinały          |   |   | Finały | Finały                      | Finały | Finały | Finały | Finały | Finały |
|  | Półfinały | Półfinały                   | Półfinały                  | Półfinały                  | Półfinały          |   |   | Finały | Finały                      | Finały | Finały | Finały | Finały | Finały |
|  |           |                             |                            |                            |                    |   |   |        |                             |        |        |        |        |        |
|  |           |                             |                            |                            |                    |   |   |        |                             |        |        |        |        |        |
|  | 1         | Fenerbahçe Medicana Stambuł | 2                          | 3                          | 3                  |   |   |        |                             |        |        |        |        |        |
|  | 1         | Fenerbahçe Medicana Stambuł | 2                          | 3                          | 3                  |   |   |        |                             |        |        |        |        |        |
|  | 4         | Galatasaray Daikin Stambuł  | 3                          | 1                          | 2                  |   |   |        |                             |        |        |        |        |        |
|  | 4         | Galatasaray Daikin Stambuł  | 3                          | 1                          | 2                  |   |   | 1      | Fenerbahçe Medicana Stambuł | 1      | 1      | 1      |        |        |
|  |           |                             |                            |                            |                    |   |   | 1      | Fenerbahçe Medicana Stambuł | 1      | 1      | 1      |        |        |
|  |           |                             | 2                          | VakıfBank Stambuł          | 3                  | 3 | 3 |        |                             |        |        |        |        |        |
|  | 2         | VakıfBank Stambuł           | 2                          | VakıfBank Stambuł          | 3                  | 3 | 3 | 3      | 3                           |        |        |        |        |        |
|  | 2         | VakıfBank Stambuł           |                            |                            |                    |   |   |        |                             |        |        |        |        |        |
|  | 3         | Eczacıbaşı Dynavit Stambuł  | 1                          | 1                          |                    |   |   |        |                             |        |        |        |        |        |
|  | 3         | Eczacıbaşı Dynavit Stambuł  | 1                          | 1                          | Mecze o 3. miejsce |   |   |        |                             |        |        |        |        |        |
|  |           |                             |                            |                            |                    |   |   |        |                             |        |        |        |        |        |
|  |           |                             |                            |                            |                    |   |   |        |                             |        |        |        |        |        |
|  |           |                             |                            |                            |                    |   |   |        |                             |        |        |        |        |        |
|  | 3         | Eczacıbaşı Dynavit Stambuł  | Eczacıbaşı Dynavit Stambuł | Eczacıbaşı Dynavit Stambuł | 3                  | 3 |   |        |                             |        |        |        |        |        |
|  | 3         | Eczacıbaşı Dynavit Stambuł  | Eczacıbaşı Dynavit Stambuł | Eczacıbaşı Dynavit Stambuł | 3                  | 3 |   |        |                             |        |        |        |        |        |
|  | 4         | Galatasaray Daikin Stambuł  | Galatasaray Daikin Stambuł | Galatasaray Daikin Stambuł | 0                  | 2 |   |        |                             |        |        |        |        |        |
|  | 4         | Galatasaray Daikin Stambuł  | Galatasaray Daikin Stambuł | Galatasaray Daikin Stambuł | 0                  | 2 |   |        |                             |        |        |        |        |        |

#### Półfinały
(do 2 zwycięstw)
| Data                            | Godz.                           | Gospodarz                       | Rezultat                                | Gość                           | Widzów                         | *      |
| ------------------------------- | ------------------------------- | ------------------------------- | --------------------------------------- | ------------------------------ | ------------------------------ | ------ |
| Fenerbahçe Medicana Stambuł (1) | Fenerbahçe Medicana Stambuł (1) | Fenerbahçe Medicana Stambuł (1) | 2 – 1                                   | (4) Galatasaray Daikin Stambuł | (4) Galatasaray Daikin Stambuł |        |
| 09.04.2025                      | 13:30 (12:30)                   | Galatasaray Daikin Stambuł      | 3:2 (25:23, 20:25, 25:23, 21:25, 15:10) | Fenerbahçe Medicana Stambuł    | 1282                           | raport |
| 12.04.2025                      | 13:30 (12:30)                   | Fenerbahçe Medicana Stambuł     | 3:1 (27:25, 18:25, 25:18, 25:11)        | Galatasaray Daikin Stambuł     | 5000                           | raport |
| 14.04.2025                      | 17:00 (16:00)                   | Fenerbahçe Medicana Stambuł     | 3:2 (23:25, 25:20, 16:25, 25:13, 15:9)  | Galatasaray Daikin Stambuł     | 3900                           | raport |
| VakıfBank Stambuł (2)           | VakıfBank Stambuł (2)           | VakıfBank Stambuł (2)           | 2 – 0                                   | (3) Eczacıbaşı Dynavit Stambuł | (3) Eczacıbaşı Dynavit Stambuł |        |
| 09.04.2025                      | 16:00 (15:00)                   | Eczacıbaşı Dynavit Stambuł      | 1:3 (19:25, 25:23, 19:25, 21:25)        | VakıfBank Stambuł              | 1100                           | raport |
| 12.04.2025                      | 18:00 (17:00)                   | VakıfBank Stambuł               | 3:1 (20:25, 25:19, 26:24, 25:20)        | Eczacıbaşı Dynavit Stambuł     | 1923                           | raport |

#### Mecze o 3. miejsce
(do 2 zwycięstw)
| Data                           | Godz.                          | Gospodarz                      | Rezultat                                | Gość                           | Widzów                         | *      |
| ------------------------------ | ------------------------------ | ------------------------------ | --------------------------------------- | ------------------------------ | ------------------------------ | ------ |
| Eczacıbaşı Dynavit Stambuł (3) | Eczacıbaşı Dynavit Stambuł (3) | Eczacıbaşı Dynavit Stambuł (3) | 2 – 0                                   | (4) Galatasaray Daikin Stambuł | (4) Galatasaray Daikin Stambuł |        |
| 17.04.2025                     | 16:00 (15:00)                  | Galatasaray Daikin Stambuł     | 0:3 (14:25, 12:25, 14:25)               | Eczacıbaşı Dynavit Stambuł     | 960                            | raport |
| 20.04.2025                     | 15:30 (14:30)                  | Eczacıbaşı Dynavit Stambuł     | 3:2 (15:25, 25:22, 25:16, 23:25, 15:10) | Galatasaray Daikin Stambuł     | 2600                           | raport |

#### Finały
(do 3 zwycięstw)
| Data                            | Godz.                           | Gospodarz                       | Rezultat                         | Gość                        | Widzów                | *      |
| ------------------------------- | ------------------------------- | ------------------------------- | -------------------------------- | --------------------------- | --------------------- | ------ |
| Fenerbahçe Medicana Stambuł (1) | Fenerbahçe Medicana Stambuł (1) | Fenerbahçe Medicana Stambuł (1) | 0 – 3                            | (2) VakıfBank Stambuł       | (2) VakıfBank Stambuł |        |
| 17.04.2025                      | 19:00 (18:00)                   | VakıfBank Stambuł               | 3:1 (25:22, 25:22, 21:25, 25:22) | Fenerbahçe Medicana Stambuł | 1518                  | raport |
| 20.04.2025                      | 20:00 (19:00)                   | Fenerbahçe Medicana Stambuł     | 1:3 (25:22, 20:25, 19:25, 23:25) | VakıfBank Stambuł           | 5100                  | raport |
| 22.04.2025                      | 19:00 (18:00)                   | Fenerbahçe Medicana Stambuł     | 1:3 (16:25, 15:25, 25:19, 19:25) | VakıfBank Stambuł           | 4600                  | raport |

### Mecze o miejsca 5-8

#### Drabinka
- W nawiasach podano godziny meczów zgodnie z czasem środkowoeuropejskim

|  |               |                               |               |               |                    |   |   |                    |                    |                    |                    |                    |
|  | Półfinały 5-8 | Półfinały 5-8                 | Półfinały 5-8 | Półfinały 5-8 | Półfinały 5-8      |   |   | Mecze o 5. miejsce | Mecze o 5. miejsce | Mecze o 5. miejsce | Mecze o 5. miejsce | Mecze o 5. miejsce |
|  | Półfinały 5-8 | Półfinały 5-8                 | Półfinały 5-8 | Półfinały 5-8 | Półfinały 5-8      |   |   | Mecze o 5. miejsce | Mecze o 5. miejsce | Mecze o 5. miejsce | Mecze o 5. miejsce | Mecze o 5. miejsce |
|  |               |                               |               |               |                    |   |   |                    |                    |                    |                    |                    |
|  |               |                               |               |               |                    |   |   |                    |                    |                    |                    |                    |
|  | 5             | THY Stambuł                   | 3             | 3             |                    |   |   |                    |                    |                    |                    |                    |
|  | 5             | THY Stambuł                   | 3             | 3             |                    |   |   |                    |                    |                    |                    |                    |
|  | 8             | Aydın Büyükşehir Belediyespor | 1             | 1             |                    |   |   |                    |                    |                    |                    |                    |
|  | 8             | Aydın Büyükşehir Belediyespor | 1             | 1             |                    |   | 5 | THY Stambuł        | 3                  | 1                  | 1                  |                    |
|  |               |                               |               |               |                    |   | 5 | THY Stambuł        | 3                  | 1                  | 1                  |                    |
|  |               |                               | 6             | Zeren SK      | 2                  | 3 | 3 |                    |                    |                    |                    |                    |
|  | 6             | Zeren SK                      | 6             | Zeren SK      | 2                  | 3 | 3 | 3                  | 3                  |                    |                    |                    |
|  | 6             | Zeren SK                      |               |               |                    |   |   |                    |                    |                    |                    |                    |
|  | 7             | Kuzeyboru SK                  | 2             | 2             |                    |   |   |                    |                    |                    |                    |                    |
|  | 7             | Kuzeyboru SK                  | 2             | 2             | Mecze o 7. miejsce |   |   |                    |                    |                    |                    |                    |
|  |               |                               |               |               |                    |   |   |                    |                    |                    |                    |                    |
|  |               |                               |               |               |                    |   |   |                    |                    |                    |                    |                    |
|  |               |                               |               |               |                    |   |   |                    |                    |                    |                    |                    |
|  | 7             | Kuzeyboru SK                  | 3             | 3             |                    |   |   |                    |                    |                    |                    |                    |
|  | 7             | Kuzeyboru SK                  | 3             | 3             |                    |   |   |                    |                    |                    |                    |                    |
|  | 8             | Aydın Büyükşehir Belediyespor | 0             | 0             |                    |   |   |                    |                    |                    |                    |                    |
|  | 8             | Aydın Büyükşehir Belediyespor | 0             | 0             |                    |   |   |                    |                    |                    |                    |                    |

#### Półfinały 5-8
(do 2 zwycięstw)
| Data            | Godz.           | Gospodarz                     | Rezultat                                | Gość                              | Widzów                            | *      |
| --------------- | --------------- | ----------------------------- | --------------------------------------- | --------------------------------- | --------------------------------- | ------ |
| THY Stambuł (5) | THY Stambuł (5) | THY Stambuł (5)               | 2 – 0                                   | (8) Aydın Büyükşehir Belediyespor | (8) Aydın Büyükşehir Belediyespor |        |
| 23.03.2025      | 14:00 (12:00)   | Aydın Büyükşehir Belediyespor | 1:3 (22:25, 25:23, 21:25, 20:25)        | THY Stambuł                       |                                   | raport |
| 26.03.2025      | 18:30 (16:30)   | THY Stambuł                   | 3:1 (25:20,25:17,22:25,25:22)           | Aydın Büyükşehir Belediyespor     | 120                               | raport |
| Zeren SK (6)    | Zeren SK (6)    | Zeren SK (6)                  | 2 – 0                                   | (7) Kuzeyboru SK                  | (7) Kuzeyboru SK                  |        |
| 23.03.2025      | 14:00 (12:00)   | Kuzeyboru SK                  | 2:3 (25:17, 25:21, 22:25, 21:25, 15:17) | Zeren SK                          | 1500                              | raport |
| 26.03.2025      | 14:00 (12:00)   | Zeren SK                      | 3:2 (20:25, 25:16, 25:22, 20:25, 15:13) | Kuzeyboru SK                      | 500                               | raport |

#### Mecze o 7. miejsce
(do 2 zwycięstw)
| Data             | Godz.            | Gospodarz                     | Rezultat                  | Gość                              | Widzów                            | *      |
| ---------------- | ---------------- | ----------------------------- | ------------------------- | --------------------------------- | --------------------------------- | ------ |
| Kuzeyboru SK (7) | Kuzeyboru SK (7) | Kuzeyboru SK (7)              | 2 – 0                     | (8) Aydın Büyükşehir Belediyespor | (8) Aydın Büyükşehir Belediyespor |        |
| 05.04.2025       | 15:00 (14:00)    | Aydın Büyükşehir Belediyespor | 0:3 (17:25, 24:26, 17:25) | Kuzeyboru SK                      | 261                               | raport |
| 08.04.2025       | 18:00 (17:00)    | Kuzeyboru SK                  | 3:0 (25:12, 25:12, 25:15) | Aydın Büyükşehir Belediyespor     | 750                               | raport |

#### Mecze o 5. miejsce
(do 2 zwycięstw)
| Data            | Godz.           | Gospodarz       | Rezultat                                | Gość         | Widzów       | *      |
| --------------- | --------------- | --------------- | --------------------------------------- | ------------ | ------------ | ------ |
| THY Stambuł (5) | THY Stambuł (5) | THY Stambuł (5) | 1 – 2                                   | (6) Zeren SK | (6) Zeren SK |        |
| 10.04.2025      | 16:00 (15:00)   | Zeren SK        | 2:3 (17:25, 25:14, 18:25, 25:17, 11:15) | THY Stambuł  | 500          | raport |
| 13.04.2025      | 17:00 (16:00)   | THY Stambuł     | 1:3 (19:25, 25:19, 18:25, 28:30)        | Zeren SK     | 620          | raport |
| 15.04.2025      | 17:00 (16:00)   | THY Stambuł     | 1:3 (25:17, 22:25, 19:25, 22:25)        | Zeren SK     | 378          | raport |

## Transfery[19]
| Fenerbahçe Medicana Stambuł | Fenerbahçe Medicana Stambuł |
| Przychodzą | Odchodzą |
| --- | --- |
| - Elica Atanasijević (powrót po przerwie) - Christina Wuczkowa (Liaoning Tengda) - Dicle Nur Babat (THY Stambuł) - Liza Safronova (Havran Belediyespor Kulübü) - Arelya Karasoy (Neptunes de Nantes VB) - Özlem Güven (PTT Spor Ankara) | - Arina Fiedorowcewa (Shanghai Bright Ubest) - Irina Fietisowa (Tianjin Bohai Bank) - Ergül Avcı Eroğlu (Keçiören Belediyesi Sigorta Shop) - Meryem Boz (Bahçelievler Belediyespor) - Buse Ünal (Bahçelievler Belediyespor) - Cansu Çetin (SL Benfica Lizbona) - Ada Korkmaz (THY Stambuł) |
| w trakcie sezonu | |
| - Arina Fiedorowcewa (od 11.01.2025) (Shanghai Bright Ubest) | |

| Eczacıbaşı Dynavit Stambuł | Eczacıbaşı Dynavit Stambuł |
| Przychodzą | Odchodzą |
| --- | --- |
| - Kathryn Boden (Prosecco Doc Imoco Conegliano) - Dana Rettke (Allianz Vero Volley Milano) - Anna Nicoletti (Aydın Büyükşehir Belediyespor) | - Martyna Czyrniańska (Bahçelievler Belediyesi) - Irina Woronkowa (Lokomotiw Kaliningrad) - Yasemin Yıldırım (Zeren SK) - Defne Başyolcu (szuka klubu) |

| VakıfBank Stambuł | VakıfBank Stambuł |
| Przychodzą | Odchodzą |
| --- | --- |
| - Marina Markowa (Igor Gorgonzola Novara) - Kiera Van Ryk (THY Stambuł) - Yuan Xinyue (Tianjin Bohai Bank) - Caterina Bosetti (Igor Gorgonzola Novara) - Kendall Kipp (Il Bisonte Firenze) - Sıla Çalışkan (THY Stambuł) - Deniz Uyanık (Nilüfer Belediyespor) | - Gabriela "Gabi" Braga Guimarães (Prosecco Doc Imoco Conegliano) - Chiaka Ogbogu (LOVB Austin) - Jordan Thompson (LOVB Houston) - Bianka Buša (Aras Kargo SK) - Sarah Van Aalen (Reale Mutua Fenera Chieri) - Aleksia Karutasu (Galatasaray Daikin Stambuł) - Begüm Kaçmaz (Beşiktaş Ayos Stambuł) - Zeynep Sude Demirel (Aydın Büyükşehir Belediyespor) |

| THY Stambuł | THY Stambuł |
| Przychodzą | Odchodzą |
| --- | --- |
| - Roberta Ratzke (ŁKS Commercecon Łódź) - Büşra Kılıçlı (Kuzeyboru SK) - Tuğba İvegin (Kuzeyboru SK) - Emine Arıcı (Galatasaray Daikin Stambuł) - Çağla Çiçekoğlu (Beşiktaş Ayos Stambuł) - Ada Korkmaz (Fenerbahçe Medicana Stambuł) - Karmen Aksoy (Sarıyer Belediyesi SK) | - Kiera Van Ryk (VakıfBank Stambuł) - Macris Carneiro (Dentil/Praia Clube) - Kübra Akman (Zeren SK) - Şeyma Ercan (Zeren SK) - Dicle Nur Babat (Fenerbahçe Medicana Stambuł) - Sıla Çalışkan (VakıfBank Stambuł) - Derya Güç (Beşiktaş Ayos Stambuł) - Merve Ikbal Albayrak (szuka klubu) |
| w trakcie sezonu | |
| - Hanna Orthmann (od 02.01.2025) (Igor Gorgonzola Novara) - Melis Durul (od 13.12.2024) | - Neriman Özsoy (do 22.10.2024) (Jakarta Popsivo Polwan) |

| Kuzeyboru SK | Kuzeyboru SK |
| Przychodzą | Odchodzą |
| --- | --- |
| - Nasja Dimitrowa (Rapid Bukareszt) - Anna Łazariewa (Atlanta Vibe) - Margarita Kuriło (Dinamo Moskwa) - Tran Thi Thanh Thuy (PFU Blue Cats) - Güldeniz Önal (Zeren SK) - Buket Gülübay (Vasas Óbuda) - Büşra Güneş (Çukurova Belediyespor) - Ayşe Çürük (Aydın Büyükşehir Belediyespor) - Aleyna Sevim (Merinos SK) | - Sarah Parsons (LOVB Madison) - Gaila González López (Dinamo Kazań) - Edina Begić (szuka klubu) - Büşra Kılıçlı (THY Stambuł) - Tuğba İvegin (THY Stambuł) - Irem Cor (Sarıyer Belediyesi SK) - Ezgi Akyaldız (Sarıyer Belediyesi SK) - Sinem Bayazit (szuka klubu) |
| w trakcie sezonu | |
| - Vielka Peralta (od 01.03.2025) (Sarıyer Belediyesi SK) | - Tran Thi Thanh Thuy (do 11.11.2024) (Gresik Petrokimia) |

| Galatasaray Daikin Stambuł | Galatasaray Daikin Stambuł |
| Przychodzą | Odchodzą |
| --- | --- |
| - Britt Bongaerts (Allianz MTV Stuttgart) - Eline Timmerman (Allianz MTV Stuttgart) - Ann Kalandadze (PGE Rysice Rzeszów) - Aleksia Karutasu (VakıfBank Stambuł) - Yasemin Güveli (Çukurova Belediyespor) - Aslıhan Kılıç (Keçiören Belediyesi Sigorta Shop) - Ceylan Arısan (Sarıyer Belediyesi SK) - Eylül Akarçeşme (Nilüfer Belediyespor) - Yasemin Özel (PTT Ankara SK) | - Danielle Cuttino (LOVB Atlanta) - Logan Eggleston (LOVB Austin) - Heather Gneiting (LOVB Salt Lake) - Kanami Tashiro (Toray Arrows) - Emine Arıcı (THY Stambuł) - Fatma Beyaz (Zeren SK) - Duygu Düzceler (İBB Stambuł) - Arzum Tezcan (Sarıyer Belediyesi SK) - Yağmur Karaoğlu (Yeşilyurt Stambuł) - Melisa Sazalan (Göztepe SK) - Selen Ursavaş (TED Ankara Kolejliler) |

| Nilüfer Belediyespor | Nilüfer Belediyespor |
| Przychodzą | Odchodzą |
| --- | --- |
| - Julia Szczurowska (VolleyWrocław) - Bojana Milenković (WK Prometej Dnipro) - Ege Melisa Bükmen (WK Prometej Dnipro) - Hazal Selin Arifoğlu (Aras Kargo SK) - Firdevs Kiremitçi (Aydın Büyükşehir Belediyespor) - Selin Adalı (Aydın Büyükşehir Belediyespor) - Işıl Öz (Sarıyer Belediyesi SK) - Ezgi Uludağ (Çukurova Belediyespor) - Selin Çalışkan (VakıfBank Stambuł II) - Bilge Paşa (VakıfBank Stambuł II) | - Laura Künzler (Uyba Volley Busto Arsizio) - Lucille Gicquel (Reale Mutua Fenera Chieri) - Marija Jordanowa (MOYA Radomka Radom) - Ołeksandra Milenko (PTT Ankara SK) - Beliz Başkır (Beşiktaş Ayos Stambuł) - Lila Şengün (Keçiören Belediyesi Sigorta Shop) - Deniz Uyanık (VakıfBank Stambuł) - Eylül Akarçeşme (Galatasaray Daikin Stambuł) - Merve Nur Öztürk (Aydın Büyükşehir Belediyespor) - Asli Ertek Aşçıoğlu (İlbank Ankara) - Ece Eke (İBB Stambuł) - Cansu Bir (Bodrum Belediyesi Bodrumspor) |
| w trakcie sezonu | |
| - Jana Kulan (od 27.12.2024) - Anastasia Guerra (od 31.01.2025) (Sarıyer Belediyesi SK) - Merve Çepni (od 21.12.2024) (Sarıyer Belediyesi SK) | - Julia Szczurowska (do 27.01.2025) (Beşiktaş Stambuł) - Hazal Selin Arifoğlu (do 21.12.2024) (Aras Kargo SK) |

| Keçiören Belediyesi Sigorta Shop | Keçiören Belediyesi Sigorta Shop |
| Przychodzą | Odchodzą |
| --- | --- |
| - Elina Rodríguez (Fluminense FC) - Iman Ndiaye (VBC Chamalières) - Yaasmeen Bedart-Ghani (Gwangju Pepper Savings Bank AI Peppers) - Julia Sangiacomo (Northwestern University) - Ergül Avcı Eroğlu (Fenerbahçe Medicana Stambuł) - Lila Şengün (Nilüfer Belediyespor) - Zeynep Sena Usta (TED Ankara Kolejliler) - Dilara Yeşil (Bodrum Belediyesi Bodrumspor) | - Anastasia Guerra (Allianz Vero Volley Milano) - Stephanie Samedy (SAGA Hisamitsu Springs) - Aslıhan Kılıç (Galatasaray Daikin Stambuł) - Aybüke Güldenoğlu (Yeşilyurt Stambuł) - Hanife Nur Özaydinli (Çanakkale Belediyespor Kulübü) - Ecem Şahin (KNRC Kaposvár) - Merve Izbilir (Bahçelievler Belediyespor) - Ceren Karagöl (Aras Kargo SK) - Buket Yılmaz (szuka klubu) |
| w trakcie sezonu | |
| - Marija Jordanowa (od 26.11.2024) (MOYA Radomka Radom) - Ana Jakšić (od 20.02.2025) (Proton Saratów) | - Julia Sangiacomo (do 28.01.2025) (Gresik Petrokimia) |

| Beşiktaş Stambuł | Beşiktaş Stambuł |
| Przychodzą | Odchodzą |
| --- | --- |
| - Olivia Różański (Volley Bergamo 1991) - Saliha Şahin (Grupa Azoty Chemik Police) - Beliz Başkır (Nilüfer Belediyespor) - Begüm Kaçmaz (VakıfBank Stambuł) - Derya Güç (THY Stambuł) - Merve Tanıl (Sarıyer Belediyesi SK) - Merve Nezir (Sarıyer Belediyesi SK) - Hümay Topaloğlu Fırıncıoğlu (PTT Ankara SK) - Dilay Özdemir (Karayolları SK) - Alara Altundağ (Karayolları SK) - Sude Gümüş (Karşıyaka Medicalpoint) | - Celeste Plak (Gerdau/Minas) - Wilma Salas (Aeroitalia Smi Roma Volley) - Wiktorija Demidowa (Dresdner SC) - Bahar Toksoy Guidetti (İBB Stambuł) - Çağla Çiçekoğlu (THY Stambuł) - Idil Naz Başcan (Zeren SK) - Hilal Kocakara (Zeren SK) - Duru Aksu (Bolu Belediyespor) - Sude Naz Uzun (Merinos SK) - Ecem Aknam (szuka klubu) |
| w trakcie sezonu | |
| - Julia Szczurowska (od 30.01.2025) (Nilüfer Belediyespor) | |

| Aydın Büyükşehir Belediyespor | Aydın Büyükşehir Belediyespor |
| Przychodzą | Odchodzą |
| --- | --- |
| - Aleksandra Rasińska (Energa MKS Kalisz) - Hilary Johnson (MOYA Radomka Radom) - Angela Leyva (Çukurova Belediyespor) - Nina Stojiljkovic (Çukurova Belediyespor) - Zeynep Sude Demirel (VakıfBank Stambuł) - Merve Nur Öztürk (Nilüfer Belediyespor) - Cansu Aydınoğulları (Swietelsky Bekescsaba) - Berka Buse Özden (Karayolları SK) - Seher Aksoy (İBB Stambuł) | - Lauren Carlini (LOVB Madison) - Anna Nicoletti (Eczacıbaşı Dynavit Stambuł) - Sara Loda (LOVB Houston) - Wałerija Nudha (Bozüyük Belediyesi Eğitim SK) - Özge Nur Çetiner (Bahçelievler Belediyespor) - Ayşe Çürük (Kuzeyboru SK) - Firdevs Kiremitçi (Nilüfer Belediyespor) - Selin Adalı (Nilüfer Belediyespor) - Çağla Salih (PTT Ankara SK) - Ecenur Aksoy (İlbank Ankara) - Ilayda Uçak (Göztepe SK) |

| Sarıyer Belediyesi SK | Sarıyer Belediyesi SK |
| Przychodzą | Odchodzą |
| --- | --- |
| - Natalja Krotkowa (Lokomotiw Kaliningrad) - Ema Strunjak (Karayolları SK) - Tara Taubner (SC Potsdam) - Irem Cor (Kuzeyboru SK) - Ezgi Akyaldız (Kuzeyboru SK) - Arzum Tezcan (Galatasaray Daikin Stambuł) - Merve Çepni (PTT Ankara SK) - Ceyda Aktaş (Minczanka Mińsk) - Eylül Durgun (Karayolları SK) - Deniz Emrelli (Bodrum Belediyesi Bodrumspor) - Buse Melis Cılkız (Beykoz Belediyesi) - Fatma Nur Yilmaz (Zeren SK) | - Jarosława Simonienko (Dinamo Krasnodar) - Polina Szemanowa (Jakarta Pertamina Enduro) - Merelin Nikołowa (Gimcheon Korea Expressway Hi-Pass) - Bingtong Shi (Liaoning Donggang Strawberry Alliance) - Karmen Aksoy (THY Stambuł) - Ceylan Arısan (Galatasaray Daikin Stambuł) - Işıl Öz (Nilüfer Belediyespor) - Merve Tanıl (Beşiktaş Ayos Stambuł) - Merve Nezir (Beşiktaş Ayos Stambuł) - Aleyna Vence (PTT Ankara SK) - Begüm Hepkaptan (Bahçelievler Belediyespor) - Gizem Mısra Aşçı (Aras Kargo SK) - Aslı Tecimer (İBB Stambuł) - Çağla Erdem (szuka klubu) - Simay Kurt (Aras Kargo SK) |
| w trakcie sezonu | |
| - Anastasia Guerra (od 05.12.2024) (Numia Vero Volley Milano) - Annie Mitchem (od 27.12.2024) (Aras Kargo SK) - Vielka Peralta (od 05.12.2024) (Azerrail Baku) - Meryem Boz (od 11.12.2024) (Bahçelievler Belediyespor) - Begüm Hepkaptan (od 05.12.2024) (Bahçelievler Belediyespor) | - Anastasia Guerra (do 28.01.2025) (Nilüfer Belediyespor) - Vielka Peralta (do 25.02.2025) (Kuzeyboru SK) - Ceyda Aktaş (do 26.12.2024) (Liaoning Donggang Strawberry Alliance) - Merve Çepni (do 16.12.2024) (Nilüfer Belediyespor) |

| Bahçelievler Belediyespor | Bahçelievler Belediyespor |
| Przychodzą | Odchodzą |
| --- | --- |
| - Martyna Czyrniańska (Eczacıbaşı Dynavit Stambuł) - Elizabet Inneh-Varga (Grupa Azoty Chemik Police) - Caitie Baird (Stanford University) - Polina Szemanowa (Jakarta Pertamina Enduro) - Meryem Boz (Fenerbahçe Medicana Stambuł) - Buse Ünal (Fenerbahçe Medicana Stambuł) - Özge Nur Çetiner (Aydın Büyükşehir Belediyespor) - Merve Izbilir (Keçiören Belediyesi Sigorta Shop) - Begüm Hepkaptan (Sarıyer Belediyesi SK) - Merve Tanyel (PTT Ankara SK) - Sabriye Gönülkırmaz Dikmen (bez klubu) | - Aleksandra Kazała (Levallois Paris Saint-Cloud) - Hélène Rousseaux-Feray (Göztepe SK) - Dilan Yaşar (PTT Ankara SK) - Gamze Çiftçi (Yeşilyurt Stambuł) - Erçe Su Kural (Yeşilyurt Stambuł) - Ece Kozdere (Bolu Belediyespor) - Ceren Kapucu (Göztepe SK) - Idil Gür (Sakarya Voleybol) - Naz Atılgan (Sakarya Voleybol) - Nur Sena Kasap (Edremit Belediyesi Altınoluk) - Göknur Silen (Edremit Belediyesi Altınoluk) - Şule Yetimoglu (Edremit Belediyesi Altınoluk) |
| w trakcie sezonu | |
| - Lexie Almodovar (od 24.12.2024) (University of Dayton) | - Polina Szemanowa (do 20.12.2024) (Jakarta Elektrik PLN) - Meryem Boz (do 06.12.2024) (Sarıyer Belediyesi SK) - Begüm Hepkaptan (do 02.12.2024) (Sarıyer Belediyesi SK) |

| Aras Kargo SK | Aras Kargo SK |
| Przychodzą | Odchodzą |
| --- | --- |
| - Annie Mitchem (Gerdau/Minas) - Hanna Klimiec (Dinamo Kazań) - Bianka Buša (VakıfBank Stambuł) - Merve Atlıer (Kuzeyboru SK) - Ceren Karagöl (Keçiören Belediyesi Sigorta Shop) - Gizem Mısra Aşçı (Sarıyer Belediyesi SK) - Simay Kurt (Sarıyer Belediyesi SK) - Selen Köse (Yeşilyurt Stambuł) - Gülce Erdemir (Göztepe SK) - Berre Ince (İBB Stambuł) - Elisa Tuana Köse (ALS Voleybol) | - Valentina Zago (Pallavolo C.B.L. Costa Volpino) - Hazal Selin Arifoğlu (Nilüfer Belediyespor) - Ece Yılmaz (PTT Ankara SK) - Ece Morova (İlbank Ankara) - Gülçin Doğan (Zeren SK) - Derin Ezgi Taşdemir (Göztepe SK) - Nilsu Şen (Bolu Belediyespor) - Bengü Zeren (Karşıyaka SK) - Özge Arslanalp (Alpet Zerenspor) - Melisa Ayas (Altınordu Voleybol) |
| w trakcie sezonu | |
| - Ana Karina Olaya (od 08.01.2025) (Eurotek Uyba Busto Arsizio) - Diaris Pérez (od 25.12.2024) (VolleyWrocław) - Elena Perinelli (od 26.02.2025) (Wash4Green Pinerolo) - Hazal Selin Arifoğlu (od 25.12.2024) (Nilüfer Belediyespor) | - Bianka Buša (do 18.12.2024) (GS Panionios) - Annie Mitchem (do 27.12.2024) (Sarıyer Belediyesi SK) |

| Zeren SK | Zeren SK |
| Przychodzą | Odchodzą |
| --- | --- |
| - Aleksandra Uzelac (Fluminense FC) - Brankica Mihajlović (Voléro Le Cannet) - Ofelia Malinov (Reale Mutua Fenera Chieri) - Samanta Fabris (Çukurova Belediyespor) - Jelizaweta Koczurina (Voléro Le Cannet) - Kübra Akman (THY Stambuł) - Şeyma Ercan (THY Stambuł) - Yasemin Yıldırım (Eczacıbaşı Dynavit Stambuł) - Fatma Beyaz (Galatasaray Daikin Stambuł) - Idil Naz Başcan (Beşiktaş Ayos Stambuł) - Hilal Kocakara (Beşiktaş Ayos Stambuł) - Beren Yeşilırmak (İlbank Ankara) - Ceren Önal (Çukurova Belediyespor) - Gülçin Doğan (Aras Kargo SK) - Bianka Ilayda Mumcular (Edremit Belediyesi Altınoluk) | - Ana Cleger (szuka klubu) - Liu Yanhan (Jakarta Livin Mandiri) - Lubou Swetnik (Voléro Le Cannet) - Güldeniz Önal (Kuzeyboru SK) - Fatma Nur Yilmaz (Sarıyer Belediyesi SK) - Seyma Nur Taş (PTT Ankara SK) - Damla Nur Aydın (İlbank Ankara) - Berna Demirci (TED Ankara Kolejliler) - Tuğçe Akman (Bolu Belediyespor) - Esra Vural (szuka klubu) - Ebru Uygurtaş (szuka klubu) - Duygu Cetav Uçdağ (szuka klubu) |